# Corvus corax
Il corvo imperiale (Corvus corax Linnaeus, 1758) è un uccello passeriforme appartenente alla famiglia Corvidae. Assieme al congenere Corvus crassirostris rappresenta il più grande rappresentante della propria famiglia.
Originario dell'Eurasia, il corvo imperiale sfruttò il ponte di terra dello stretto di Bering formatosi durante le ere glaciali del Pleistocene per colonizzare il Nord America: si tratta quindi di uno dei pochi animali (fra gli altri vi sono ad esempio l'alce, il lupo e l'orso bruno) a essere presente in ambedue i continenti senza esservi stato importato dall'uomo. Nonostante sia assai ben diffuso e rappresentato in tutto il suo areale, a causa della sua naturale diffidenza e circospezione il corvo imperiale risulta assai più raro da avvistare rispetto ad altri corvidi, come ad esempio le cornacchie.
Pur essendo un parente abbastanza stretto dei comuni passeri e canarini, si può dire che il corvo imperiale sostituisca gli avvoltoi nell'emisfero boreale. Rispetto a questi ultimi, tuttavia, la sua dieta risulta assai più varia, in quanto esso si nutre praticamente di tutto ciò che è in grado di inghiottire dopo averlo spezzettato col forte becco. La sua innata cautela lo porta infatti a eleggere a propria dimora luoghi selvaggi e relativamente difficili da raggiungere, come aree rocciose e foreste, anche se qualora non venga disturbato dall'uomo può frequentare anche ambienti antropizzati.

## Etimologia
Il corvo imperiale è uno dei pochi animali il cui nome scientifico è rimasto immutato sin dalla prima classificazione effettuata da Linneo nel Systema Naturae, più volte soggetta a revisione nel corso degli anni: esso rappresenta inoltre la specie tipo del genere Corvus.
Il nome scientifico della specie deriva dal greco antico κόραξ (korax), col significato appunto di "corvo".

## Descrizione

### Dimensioni

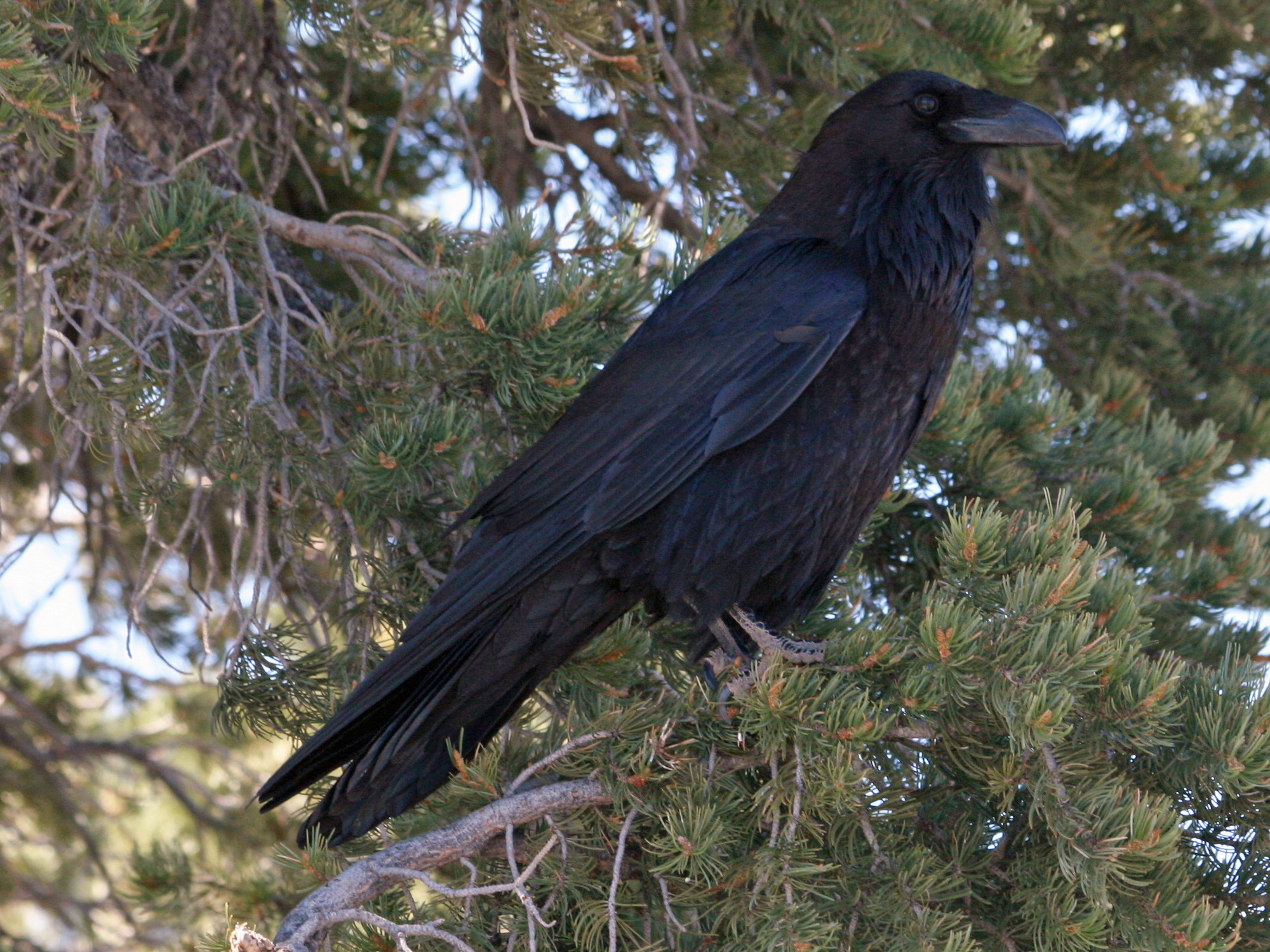
Esemplare nel Grand Canyon

Il corvo imperiale è uno dei più grandi Passeriformi viventi: pur non essendo il rappresentante di maggiori dimensioni in assoluto dell'ordine (viene infatti superato dagli uccelli lira e dal congenere Corvus crassirostris, il quale, sebbene abbia dimensioni medie leggermente maggiori, risulti più piccolo di alcuni esemplari di corvo imperiale particolarmente grandi), raggiunge comunque dimensioni ragguardevoli, che spaziano fra i 56 e i 69 cm di lunghezza, per un'apertura alare che può sfiorare il metro e trenta centimetri.

Per quanto riguarda il peso, il corvo imperiale si contende ancora una volta col congenere C. crassirostris il primato di passeriforme più pesante, raggiungendo i 2 kg negli esemplari più imponenti. Il peso medio di questa specie, tuttavia, si attesta attorno ai 585-1600 g.
Le sottospecie meridionali, diffuse in aree più calde, sono generalmente più piccole e slanciate rispetto a quelle diffuse in ambienti più freddi. Inoltre le femmine, a parità d'età, tendono a essere leggermente più piccole dei maschi.

### Aspetto

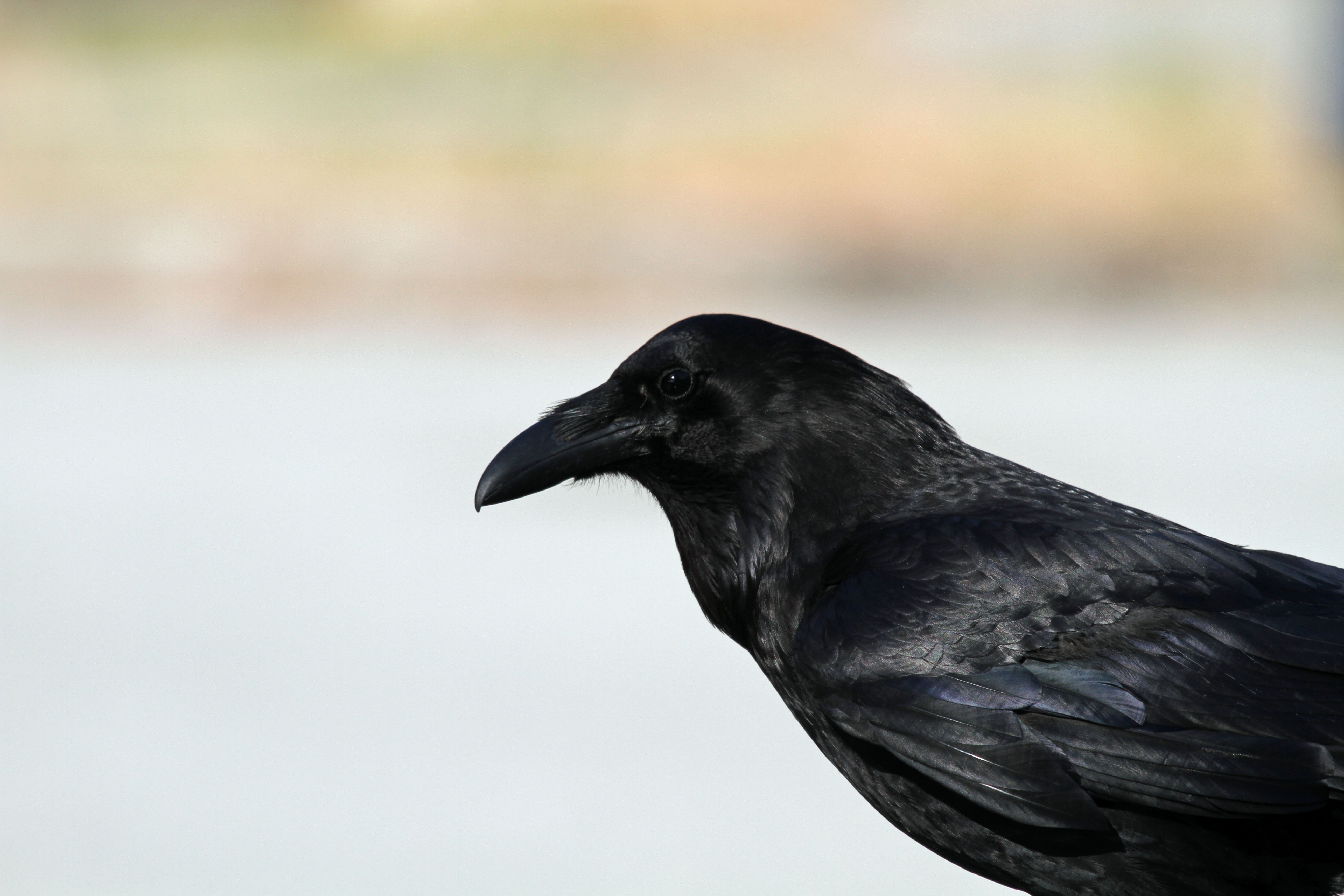
Primo piano

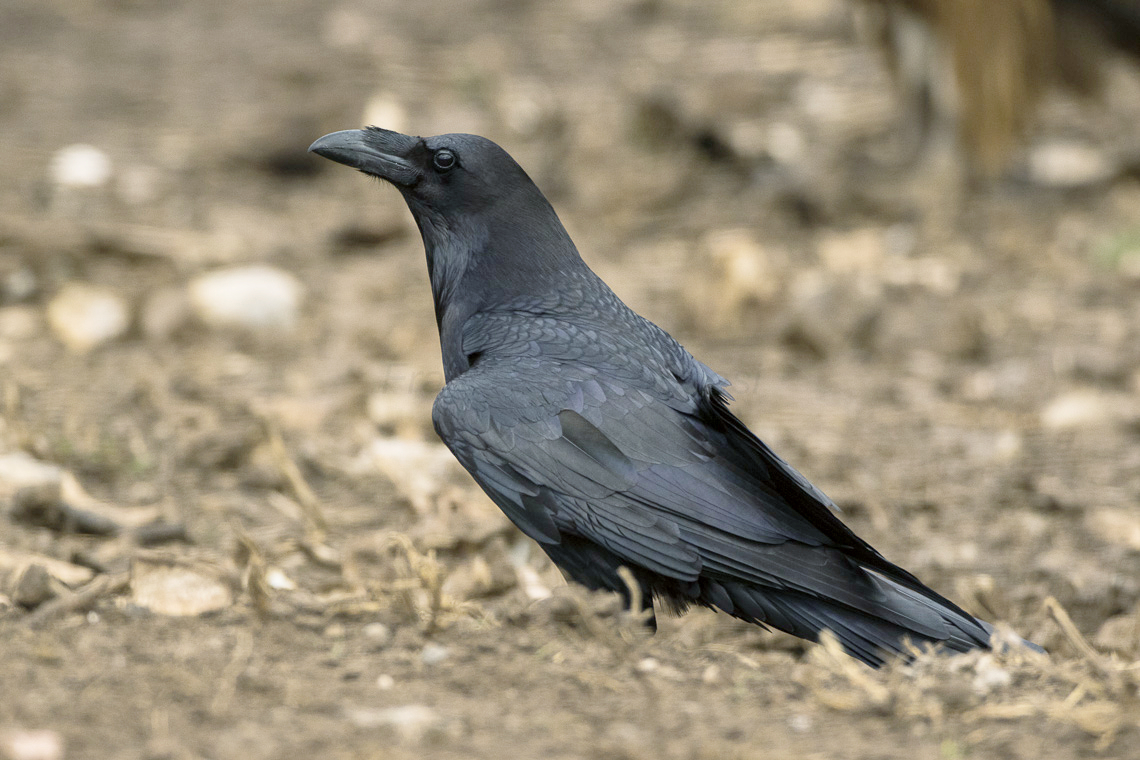
Esemplare al suolo nei Pirenei catalani

Il corvo imperiale presenta corpo robusto con zampe piuttosto lunghe e dotate di forti artigli ricurvi. La coda è squadrata, ma nella sua parte distale assume una caratteristica forma a cuneo, utile per identificare la specie: le ali sono digitate e piuttosto larghe.
La testa è il carattere morfologico che maggiormente distingue questa specie dalle altre della famiglia dei Corvidi: essa si presenta infatti allungata, con occhi di colore bruno scuro e un forte becco. Quest'ultimo è piuttosto lungo e leggermente incurvato sul margine superiore, con un abbozzo di uncino in punta: il becco appare però più corto a causa delle piume setolose che ne ricoprono la parte prossimale, oltrepassando il margine di attacco del becco e andando a formare un anello alla sua base, estendendosi fin quasi al mento sulla mandibola.

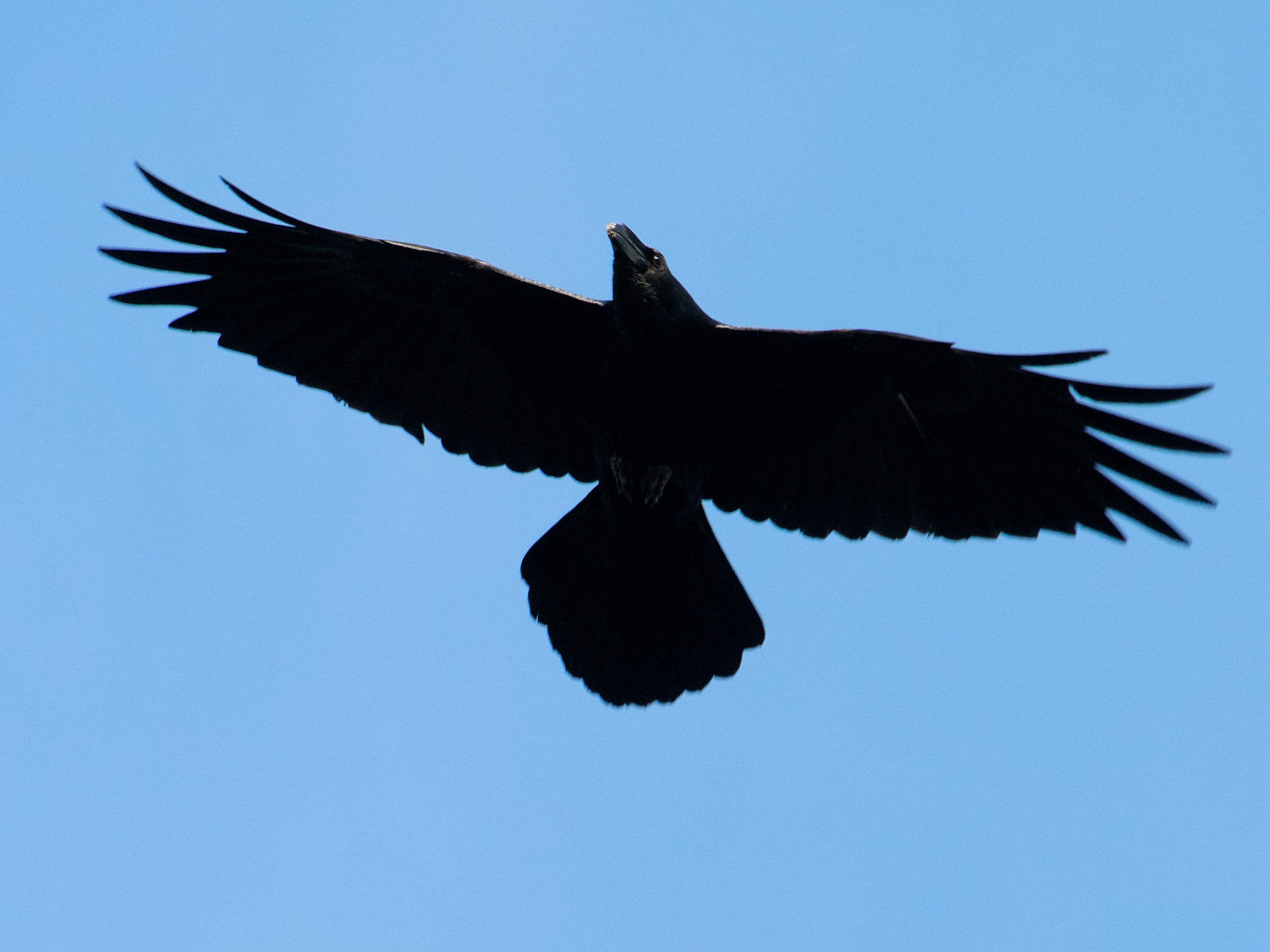
Esemplare in volo sul Montserrat: notare le ali digitate e il profilo cuneiforme della coda

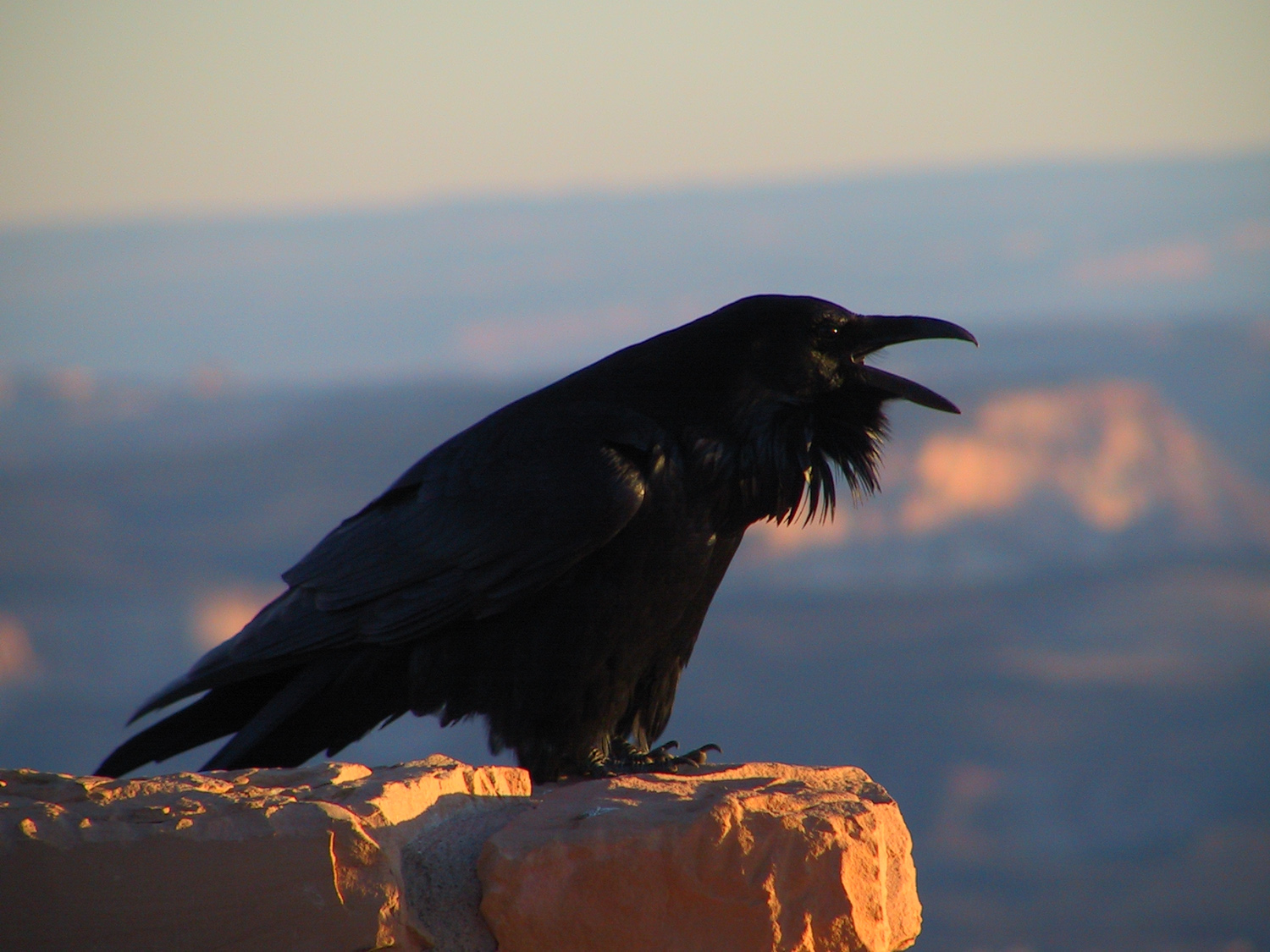
Esemplare nel Bryce Canyon con le barbe golari ben erette

Il piumaggio, folto e serrato, è completamente nero, lucido e con riflessi metallici di colore blu-acciaio che appaiono qualora lo si osservi alla luce del sole: a seconda della sottospecie, possono o meno essere presenti sfumature brune su petto e collo, oppure piume biancastre disposte ad anello attorno alla base del becco. Sulla gola, in corrispondenza del gozzo, sono presenti delle particolari piume lanceolate ed erettili, dette barbe, che l'animale utilizza per comunicare il proprio stato d'animo. Le zampe sono nude dal tarso in giù, dove si presentano ruvide al tatto e ricoperte sulla loro parte anteriore da un'unica fila di scaglie rettangolari: come anche tutte le altre parti nude del corpo sono nerastre, talvolta con sfumature di colore carnicino in prossimità dell'attaccatura delle unghie. Queste ultime sono forti e a forma di uncino, anch'esse di colore nero lucido. Le dita sono quattro, tre rivolte in avanti e una rivolta all'indietro, assicurando all'animale una salda presa sugli appigli e un buon equilibrio al suolo. L'interno della bocca è di colore rosato o rosso vivo, con lingua appuntita e ruvida di colore rossiccio.

## Biologia

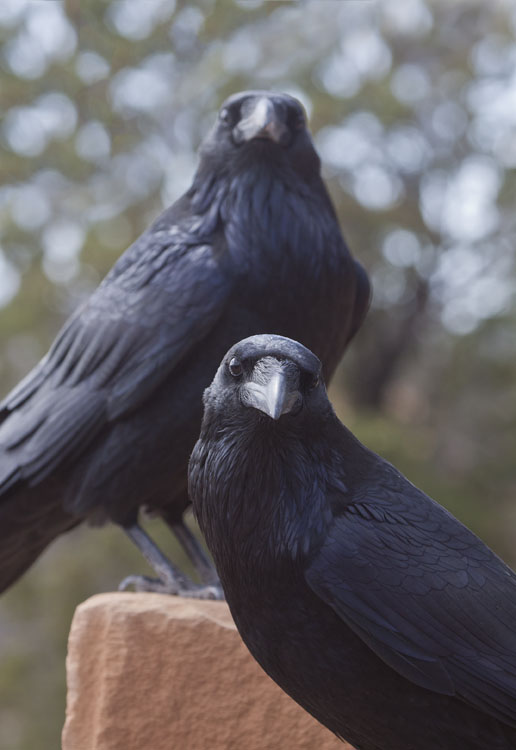
Coppia nel Bryce Canyon

I corvi imperiali conducono solitamente vita solitaria o in coppie: essi occupano territori che hanno un'estensione che va dai 5 ai 40 km² a seconda delle risorse presenti nella zona. Gli individui giovani tendono invece a formare gruppetti di varia entità, mentre gli adulti non ancora accoppiati possono riunirsi in dormitori comuni: più coppie possono infine formare dei gruppi anche piuttosto duraturi in aree dove il cibo è abbondante.
Il comportamento del corvo imperiale, nonostante la maestosità e la forza dell'animale, è assai cauto e prudente: prima di scendere al suolo, esso è solito volteggiare lungamente alla ricerca del minimo segno di pericolo presente sul terreno. Soprattutto durante il periodo riproduttivo, però, tale prudenza viene quasi del tutto abbandonata e le coppie di corvi imperiali difendono accanitamente il proprio territorio, inseguendo gli intrusi per chilometri e dando luogo anche a spettacolari combattimenti aerei.

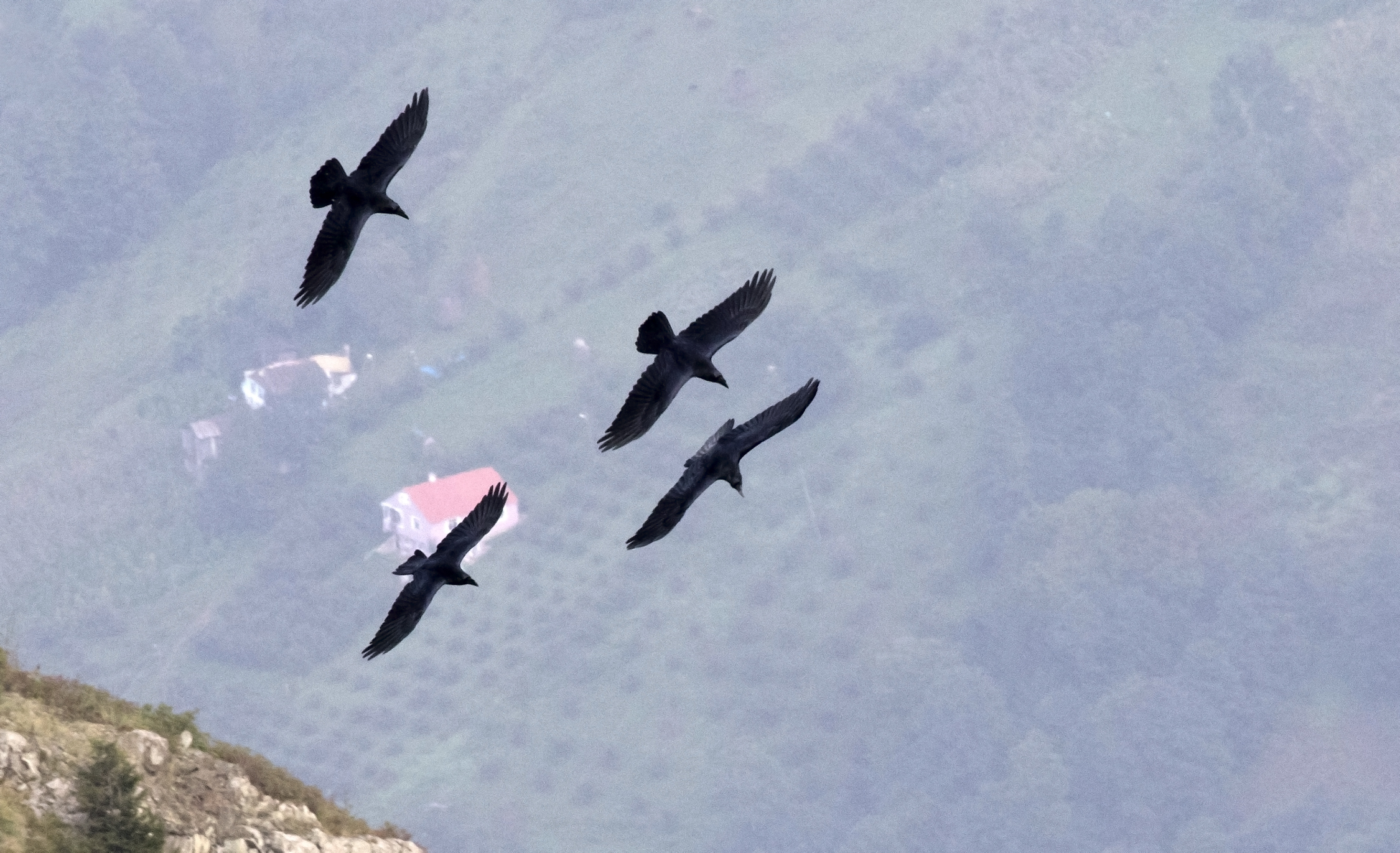
Gruppo in volo nei pressi di Giresun

Il volo del corvo imperiale si differenzia nettamente da quello degli altri Corvidi, essendo paragonabile per sveltezza e agilità a quello dei rapaci: l'animale è solito descrivere ampi cerchi nel cielo per osservare il territorio alla ricerca di cibo, salvo poi fiondarsi al suolo e riprendere repentinamente quota. Al suolo, invece, i corvi imperiali camminano impettiti e dondolando il capo, in maniera simile ai piccioni: quando si appollaiano sugli alberi, invece, possono disporsi sia tenendo il corpo in orizzontale sia quasi in verticale, mantenendo in quest'ultimo caso un caratteristico aspetto ingobbito. Quando l'animale non vola, le ali vengono sempre tenute piuttosto distanti dal corpo.
Il corvo imperiale è un animale tendenzialmente stanziale: gli individui giovani possono compiere spostamenti di una certa entità (200 km e oltre) alla ricerca di nuovi ambienti dove stabilire il proprio territorio, mentre le popolazioni residenti nelle aree meno ospitali dell'areale di questa specie possono compiere piccole migrazioni stagionali in caso di stagioni particolarmente inclementi dal punto di vista climatico, come estati particolarmente torride o inverni particolarmente rigidi.

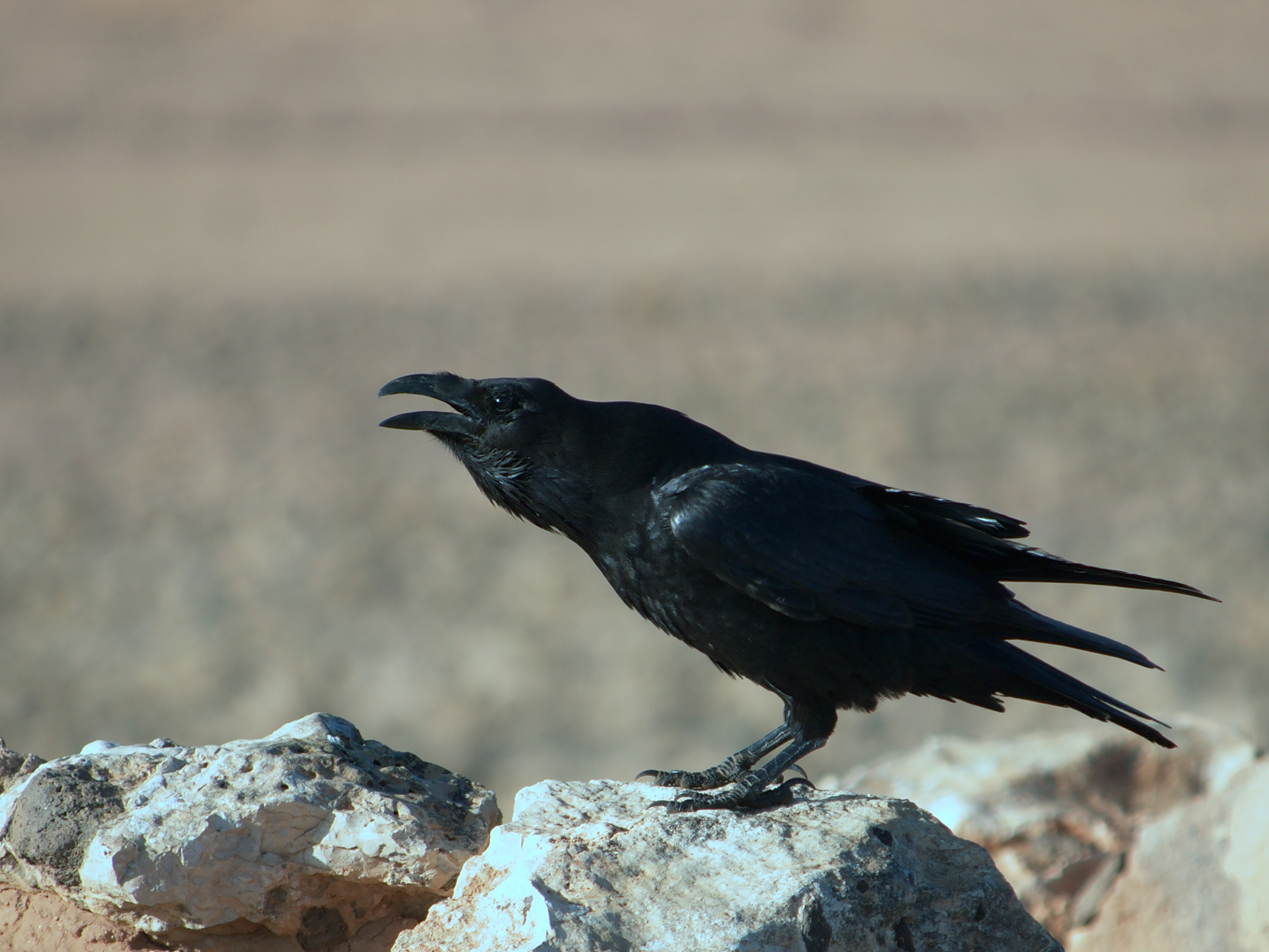
Esemplare intento a gracchiare a Lanzarote

I corvi imperiali comunicano fra loro mediante una vasta e complessa gamma di suoni: finora le vocalizzazioni di questi animali sono state classificate in una serie di categorie che varia a seconda dei pareri da 15 a 34, la maggior parte delle quali ha la funzione di comunicare coi conspecifici. Oltre ai suoni effettivamente prodotti con emissione di aria, i corvi imperiali comunicano anche sbattendo rumorosamente le ali o il becco, azione quest'ultima maggiormente osservata nelle femmine rispetto ai maschi. La postura del corpo è invece indicativa di sottomissione (quando orizzontale) o dominanza (quando verticale) nei confronti di altri esemplari, oppure di richieste di grooming nei confronti del coniuge.
I corvi imperiali sono inoltre eccellenti imitatori: essi sono infatti in grado di imitare quasi alla perfezione svariati suoni, come versi di altri animali, rumori di attrezzi o anche la voce dell'uomo, imparando intere frasi anche dopo averle ascoltate una sola volta. Qualora i due componenti di una coppia vengano separati, o per qualche motivo uno dei due non riesca a trovare l'altro, essi cominciano a riprodurre i richiami del consorte disperso per incoraggiarne il ritorno.
Ben nota è l'abitudine di questi animali, comune del resto a tutti i corvidi, di impossessarsi di oggetti luccicanti (come pezzi di vetro e metallo) per poi nasconderli o portarli al proprio nido, probabilmente allo scopo di utilizzarli per impressionare i conspecifici.

### Intelligenza
Fra gli uccelli, i corvi imperiali sono quelli dotati di cervello di maggiori dimensioni in proporzione al corpo: non deve perciò stupire il fatto che essi diano prova di grande intelligenza. Sono infatti in grado di imparare ciò che viene loro insegnato e addirittura di elaborare in maniera del tutto autonoma risposte efficaci per i problemi che vengono loro presentati.

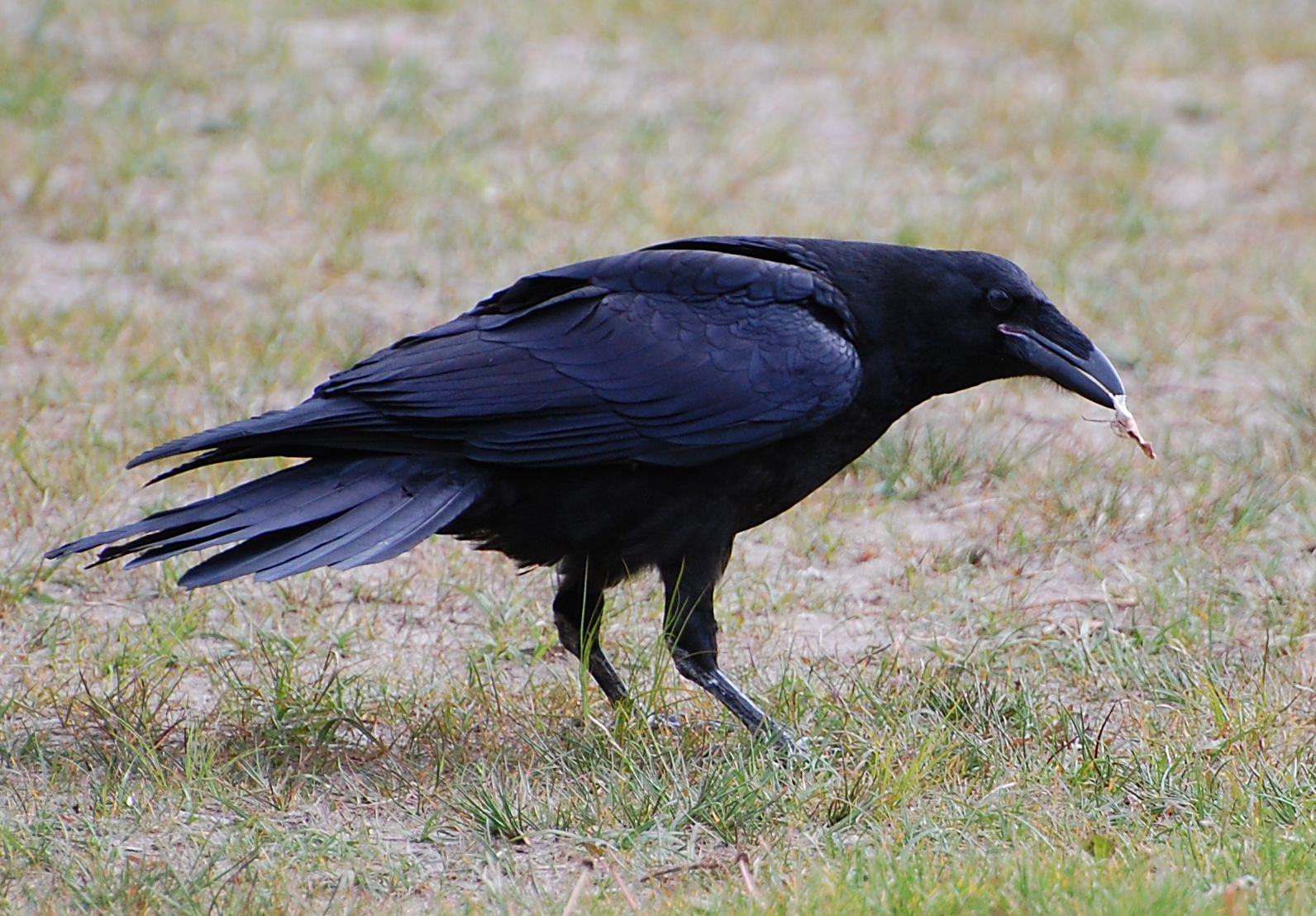
Giovane corvo giocherella con una foglia a Berlino

Magistrale in questo senso è il caso di Roa, corvo tenuto per anni dal padre dell'etologia Konrad Lorenz: quando lo studioso si avventurava in aree dove l'uccello aveva in passato subito delle esperienze spiacevoli, esso compiva il rituale dell'induzione al volo (consistente nel posizionarsi alle spalle dell'esemplare che si vuole indurre ad alzarsi in volo e agitare la coda, per poi volare verso l'alto e controllare che esso abbia effettivamente spiccato il volo), nel tentativo di farsi seguire lontano dal luogo in questione. Quando si accorgeva che l'etologo non lo aveva assecondato, Roa non esitava a ripetere l'operazione, accompagnandola con la ripetizione a voce spiegata del proprio nome. Il verso che accompagna questa operazione è invece solitamente un cracracrac profondo e gutturale, che effettivamente l'animale era solito ripetere per invitare all'involo i conspecifici: in questo caso però l'uccello, sentendosi spesso chiamare "Roa" dall'uomo, aveva associato questa parola col verso di richiamo di quest'ultimo, e pertanto come tale lo utilizzava nei confronti di Lorenz.
Un esperimento mirato a testare l'abilità dei corvi imperiali nella risoluzione dei problemi fu la cosiddetta "prova dell'impiccato": a un trespolo a forma di "L" rovesciata venne appeso un pezzo di carne legato all'estremità di una corda e posto ad altezza tale che l'animale non potesse raggiungerlo né direttamente dal trespolo, né dal terreno, bensì sarebbe stato costretto (previo ragionamento) ad arrotolare man mano la corda attorno al trespolo sino a poter raggiungere la carne. Su un campione di cinque corvi imperiali, ben quattro riuscirono a raggiungere la carne seguendo questo procedimento.
I corvi possono inoltre spingere animali di altre specie a compiere lavori vantaggiosi per entrambi gli animali, che il corvo non sarebbe in grado di svolgere da solo: ad esempio, essi utilizzano i propri richiami per attrarre lupi e coyote nei pressi di carcasse di animali morti da poco, in modo tale che questi aprano la carcassa, rendendo le interiora accessibili ai corvi.

### Alimentazione

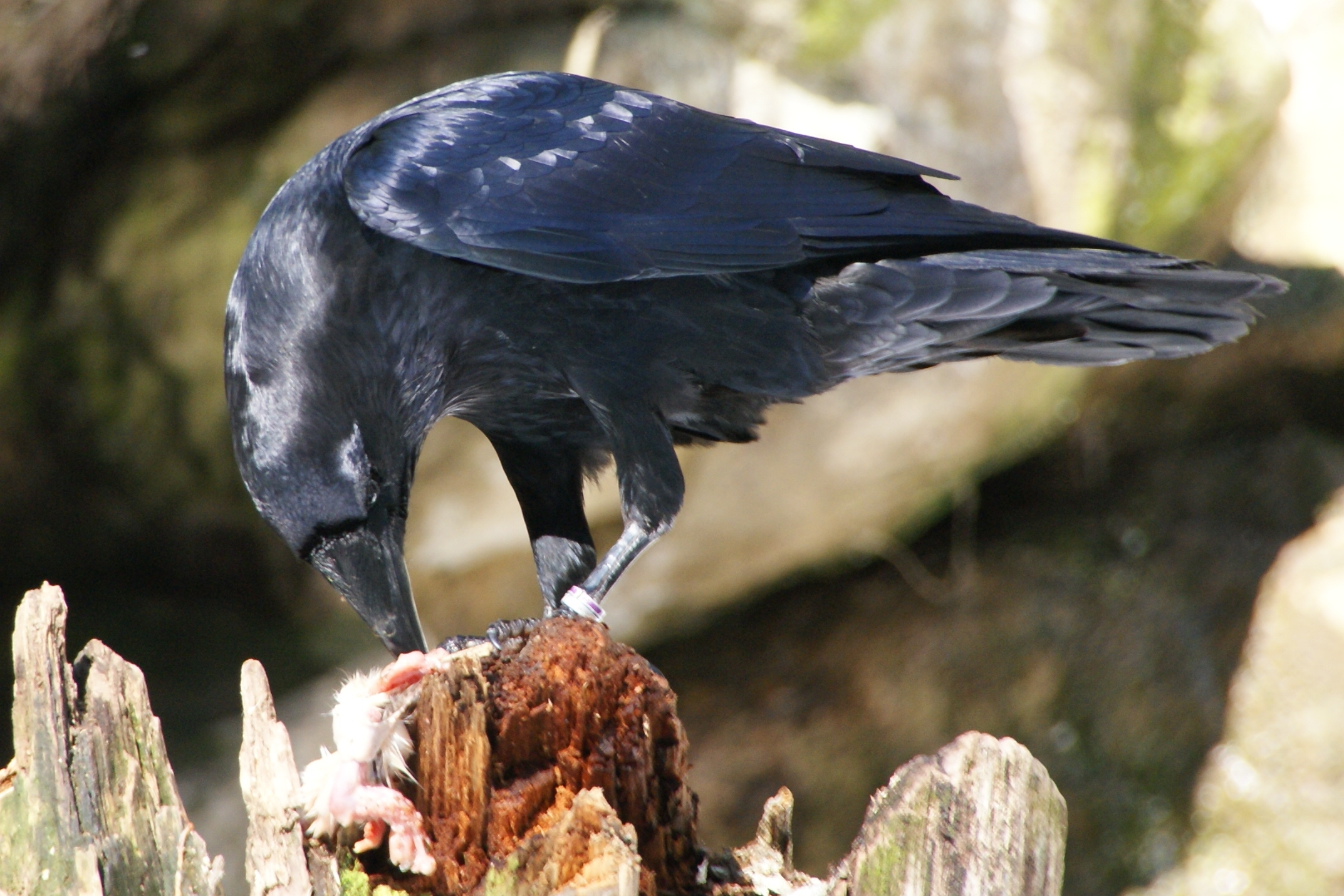
Un corvo imperiale dilania la preda col forte becco

I corvi imperiali sono animali onnivori e assai opportunisti: la loro dieta comprende tutto ciò che di commestibile l'animale riesce a trovare, pertanto può variare anche in maniera piuttosto marcata a seconda della latitudine, della stagione e della disponibilità locale di cibo. Ad esempio, i corvi residenti nella tundra dell'Alaska sono principalmente carnivori che predano attivamente le arvicole locali oppure si nutrono delle carcasse di caribù e pernice bianca, mentre in altre zone essi possono comportarsi prevalentemente da spazzini, nutrendosi di carcasse e delle larve d'insetti a esse associate. Qualora possibile, la dieta del corvo imperiale è composta anche da una certa quantità di materiale di origine vegetale, come frutti, bacche e granaglie. Per individuare il cibo, il corvo imperiale si serve principalmente della vista e solo in secondo luogo degli altri sensi.

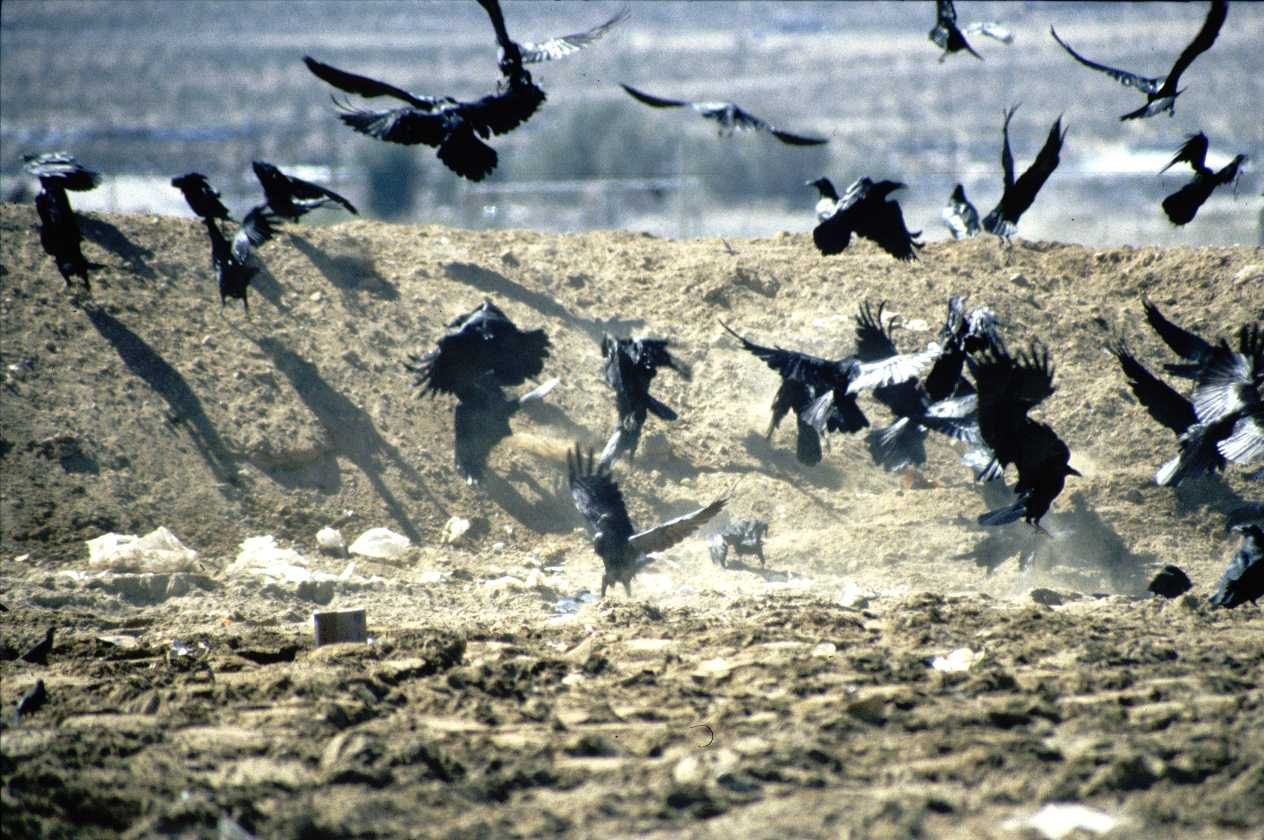
Corvi imperiali in una discarica

Il corvo imperiale è una delle poche specie di corvidi che preda attivamente altri animali, non comportandosi quindi solo da semplice spazzino: oltre a insetti e altri invertebrati, esso si nutre infatti anche di anfibi, rettili, piccoli mammiferi, uccelli (anche di dimensioni paragonabili alle sue) e delle loro uova. In caso di necessità, esso non disdegna di rovistare nelle feci alla ricerca di insetti coprofagi e porzioni non digerite di cibo mentre nelle aree scarsamente antropizzate o in quelle dove non viene perseguitato esso frequenta le discariche, dove trova cibo a volontà e spesso si stabilisce in via definitiva, addirittura nidificandovi.

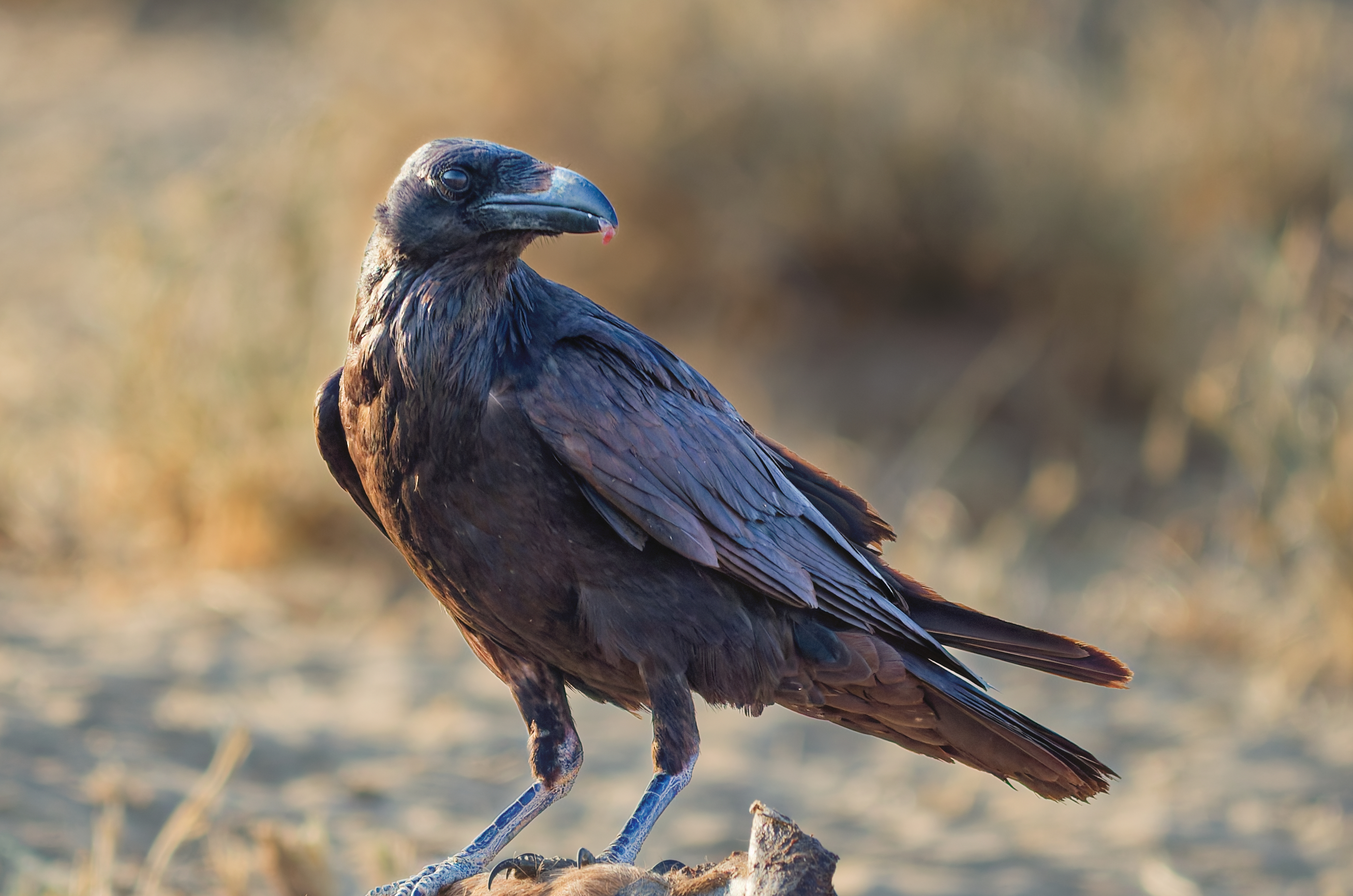
Esemplare della sottospecie laurencei si alimenta nel parco nazionale del Deserto

Per procacciarsi il cibo, i corvi imperiali hanno adottato tutta una serie di strategie, alcune delle quali anche molto ingegnose: durante l'inverno, quando il cibo scarseggia, essi sono soliti seguire gli animali carnivori, allo scopo di nutrirsi dei resti delle loro prede. Gli alimenti particolarmente coriacei, come gasteropodi e bivalvi dal duro guscio, vengono portati a grandi altezze, per poi essere lasciati cadere al suolo, dove si frantumano, dando modo all'animale di cibarsi delle parti molli uscite allo scoperto. I corvi sono inoltre assidui frequentatori delle colonie nidificanti di urie, cormorani e gabbiani, dove depredano i nidi lasciati incustoditi: in caso non trovino nessun nido del genere, essi infastidiscono gli uccelli al fine di farsi inseguire, così da poterli seminare in volo e accedere alle uova o ai nidiacei rimasti soli.

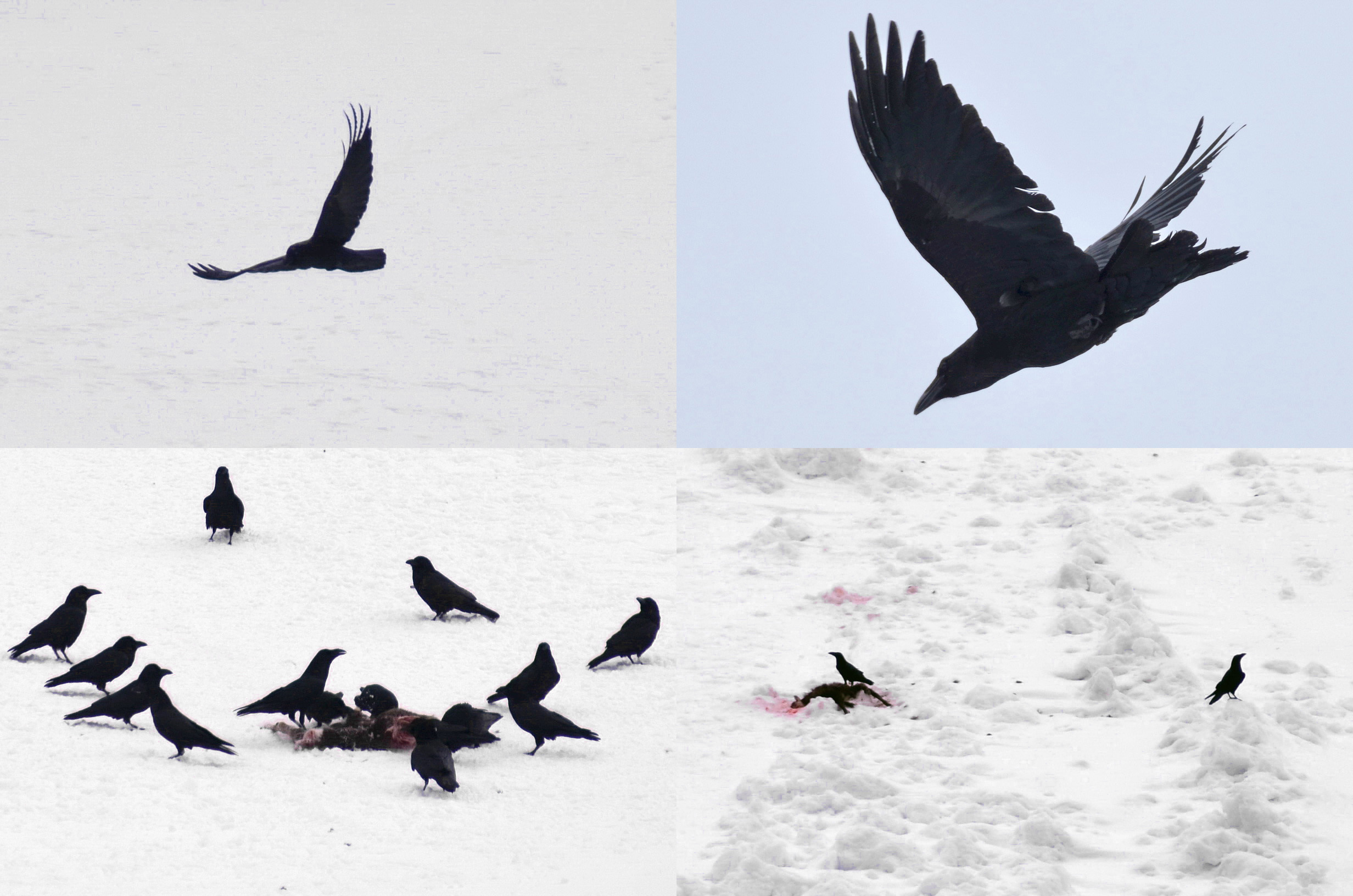
Stormo di corvi accorre a cibarsi della carcassa di un camoscio in Tirolo

Il corvo imperiale è solito immagazzinare il cibo in eccesso (in particolare i cibi ricchi di grassi, ma anche granaglie e ossa) in nascondigli, che l'animale ha cura di dislocare in vari luoghi, sicché, qualora una di queste dispense venga scoperta e depredata (cosa che succede assai regolarmente fra i corvi), l'animale non rimanga a bocca asciutta. I corvi, infatti, si osservano a vicenda durante i banchetti a base di carcasse, in modo tale da poter localizzare le dispense dei conspecifici e depredarle durante la loro assenza. Per evitare questi furti gli animali spesso si allontanano anche di molto dal proprio territorio, al fine di nascondere il proprio bottino al riparo da occhi indiscreti, oppure scavano falsi nascondigli, riempiendoli con sassi o altro materiale non commestibile, al fine di depistare gli eventuali ladri. Oltre a derubarsi a vicenda, i corvi imperiali possono saccheggiare le provviste anche ad altre specie, come ad esempio la volpe artica.
Accanto ad atti di opportunismo ai danni del prossimo, il corvo imperiale mostra anche atti di generosità apparentemente disinteressata: ad esempio, i giovani (soprattutto quelli più forti, dalla posizione sociale elevata nell'ambito di un gruppo), una volta individuata un'abbondante fonte di cibo (come ad esempio una grossa carcassa), sono soliti emettere forti richiami al fine di attirare i gruppetti di giovani nelle vicinanze. Questo comportamento è stato interpretato da alcuni studiosi come finalizzato alla creazione di una disparità numerica notevole fra i giovani e gli adulti presenti nei pressi della fonte di cibo, condizione questa necessaria per permettere ai primi di cibarsi senza essere scacciati da questi ultimi.

### Riproduzione
I corvi imperiali sono animali rigidamente monogami: le coppie si formano in giovane età e si sciolgono solo con la morte di uno dei due coniugi, anche se occasionalmente possono essere osservati episodi di infedeltà, con le femmine che ricevono altri maschi nel nido mentre i maschi non sono presenti. La scelta del partner avviene in base alle doti di intelligenza e abilità nel procacciarsi il cibo mostrate dall'animale, piuttosto che in base a prove di forza.

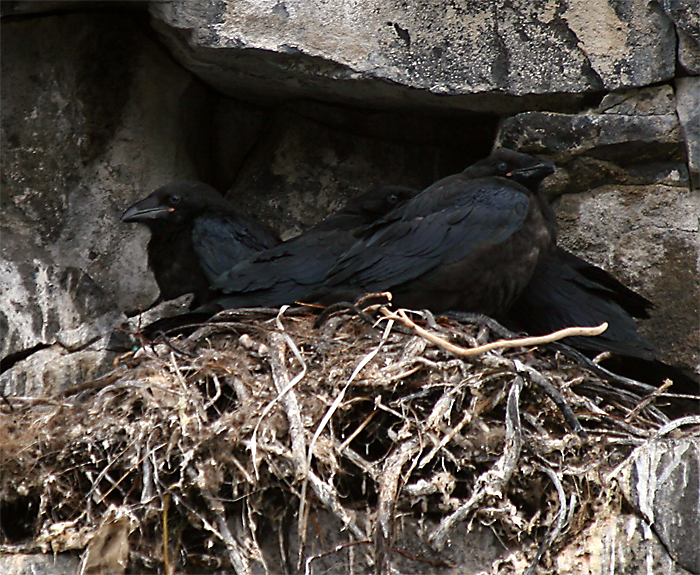
Un nido di corvo imperiale con due giovani in Islanda

Una volta formatasi la coppia, i due componenti si stabiliscono in un territorio e danno il via alla costruzione del nido: quest'ultimo, solitamente posto in luoghi poco accessibili (scarpate rocciose, cime di alberi molto alti, edifici abbandonati da tempo), consiste in una grossa coppa larga fino a un metro e profonda una trentina di centimetri, formata da una grossolana impalcatura di rami foderata all'interno con rametti più sottili, fango e materiale morbido come pelo, piume e licheni. La coppia tende a utilizzare sempre il medesimo nido per allevare la prole, a meno che non accada qualche evento che ne spinga i componenti ad abbandonarlo in cerca di altri siti meno accessibili: ogni anno esso viene rimaneggiato con l'aggiunta di nuovi rametti, sicché i vecchi nidi raggiungono dimensioni abbastanza imponenti.
A partire da febbraio comincia il periodo riproduttivo, che tuttavia avrà il suo culmine solo a partire dal mese di marzo (ancora più tardi in aree particolarmente fredde, mentre in Pakistan la deposizione delle uova avverrebbe addirittura in dicembre). Le coppie cominciano a eseguire i caratteristici voli nuziali durante i quali i due coniugi raggiungono grandi altezze per poi gettarsi velocemente verso il basso, capovolgendosi durante la picchiata, e infine risalire in quota con volo spiralato: durante tutta l'operazione, ambedue i sessi emettono un verso che suona come k-long k-long. Al termine di questi voli, appartatisi nei pressi del nido, il maschio si impone alla femmina in posizione di dominanza, ritto sulle zampe e col piumaggio arruffato, mentre quest'ultima si pone in posizione subordinata, tenendo il corpo orizzontale e la testa abbassata: a questo punto il maschio si inchina spasmodicamente davanti alla consorte, tenendo le ali pendule e arruffando le piume del capo, mentre la membrana nittitante bianca dell'occhio viene alzata e abbassata. Se la femmina è ricettiva, allora imita la postura del maschio, tenendo la coda piegata lateralmente: è a questo punto che ha luogo l'accoppiamento.

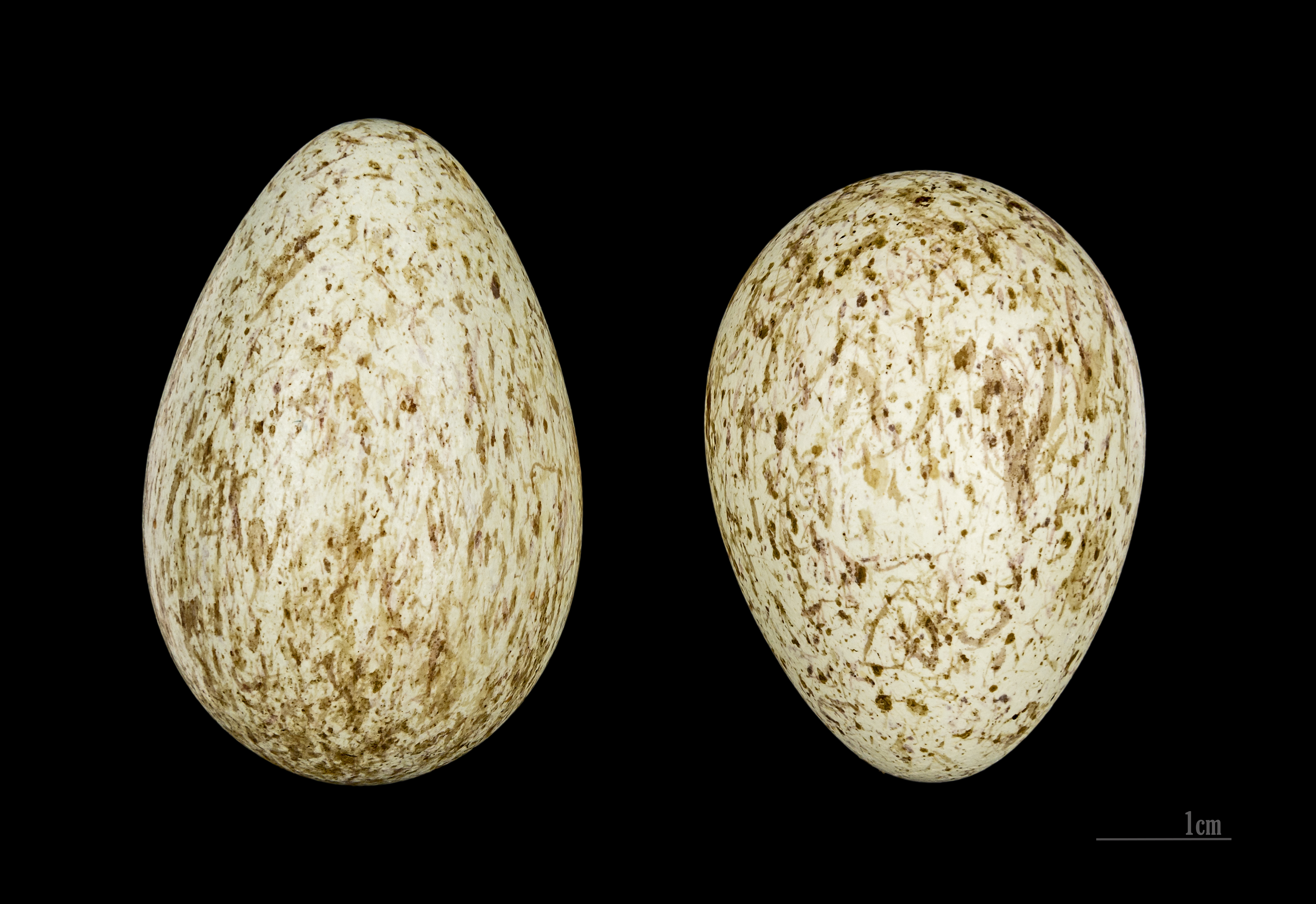
Uova

Le uova, in numero variabile da tre a sette, vengono deposte a intervalli di 24-48 ore: esse hanno colorazione verde-bluastra, con maculature di grigio e di bruno, e in proporzione alla mole dell'adulto appaiono straordinariamente piccole. La femmina le cova per le tre settimane necessarie all'incubazione, durante le quali non si alza mai dal nido e viene nutrita dal maschio con cibo rigurgitato. Durante la cova delle uova, i corvi imperiali divengono ancora più circospetti del solito: prima di avvicinarsi al nido, il maschio si pone a una certa distanza per accertarsi che non vi siano estranei nei dintorni, e solo dopo aver scrutato per bene il territorio si azzarda a raggiungere la consorte. Allo stesso modo, per allontanarsi senza essere visto, l'animale si muove verticalmente verso il basso, per poi riprendere quota in un punto lontano dal nido, depistando eventuali malintenzionati. Qualora tuttavia qualche predatore (come i grossi rapaci, sia diurni sia notturni, oppure qualche canide o mustelide) scopra ugualmente l'ubicazione del nido e tenti di trafugarne le uova o i nidiacei, spesso viene messo in fuga dall'azione congiunta dei due genitori infuriati, che possono attaccare direttamente l'intruso a colpi di becco, oppure bersagliarlo con pietre che lasciano cadere dall'alto. Possono essere aggrediti anche animali predatori che si avvicinino al nido anche solo casualmente.

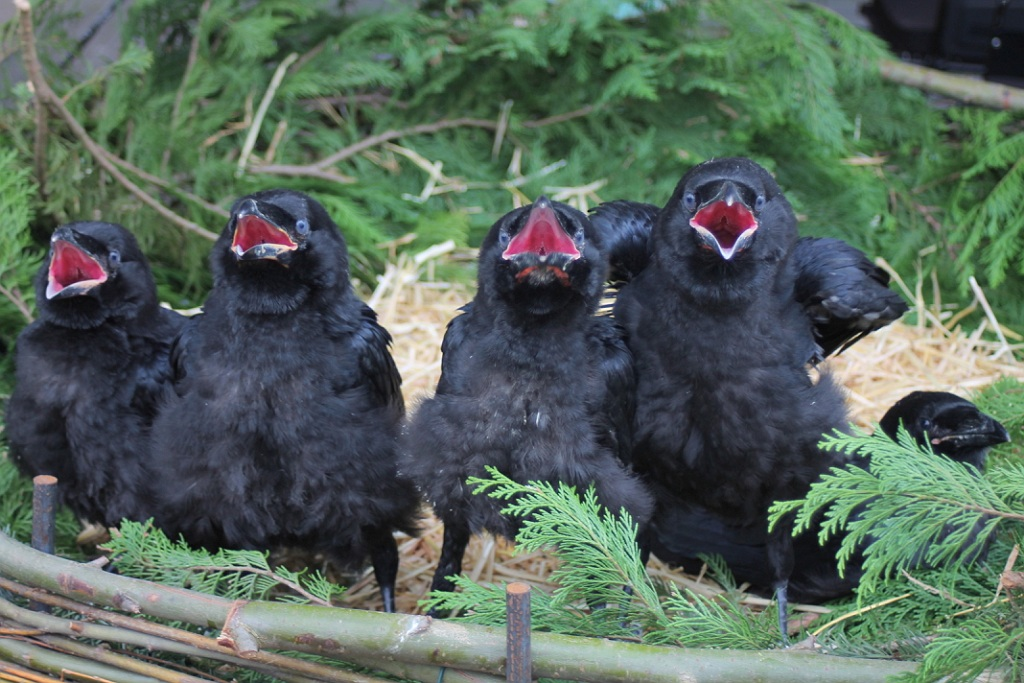
Nidiacei a Veldhoven

I nidiacei vengono nutriti con copiose quantità di cibo rigurgitato dal maschio, e già a partire dal primo mese di vita si avventurano ai bordi del nido, sebbene solitamente non s'involino prima del compimento del secondo mese di vita: anche una volta in grado di volare, continuano a venire nutriti da ambedue i genitori con pezzetti di carne, e se ne separano solo dopo il sesto mese di vita. Molti giovani corvi rimangono con gli adulti fino alla successiva stagione degli amori.
La maturità sessuale viene raggiunta da ambo i sessi attorno ai tre anni d'età, anche se comportamenti accostabili ad atti di corteggiamento sono osservabili già a partire dal secondo anno di vita, specialmente nei mesi autunnali e invernali: raramente però le femmine depongono le uova prima di aver compiuto i 4 anni.

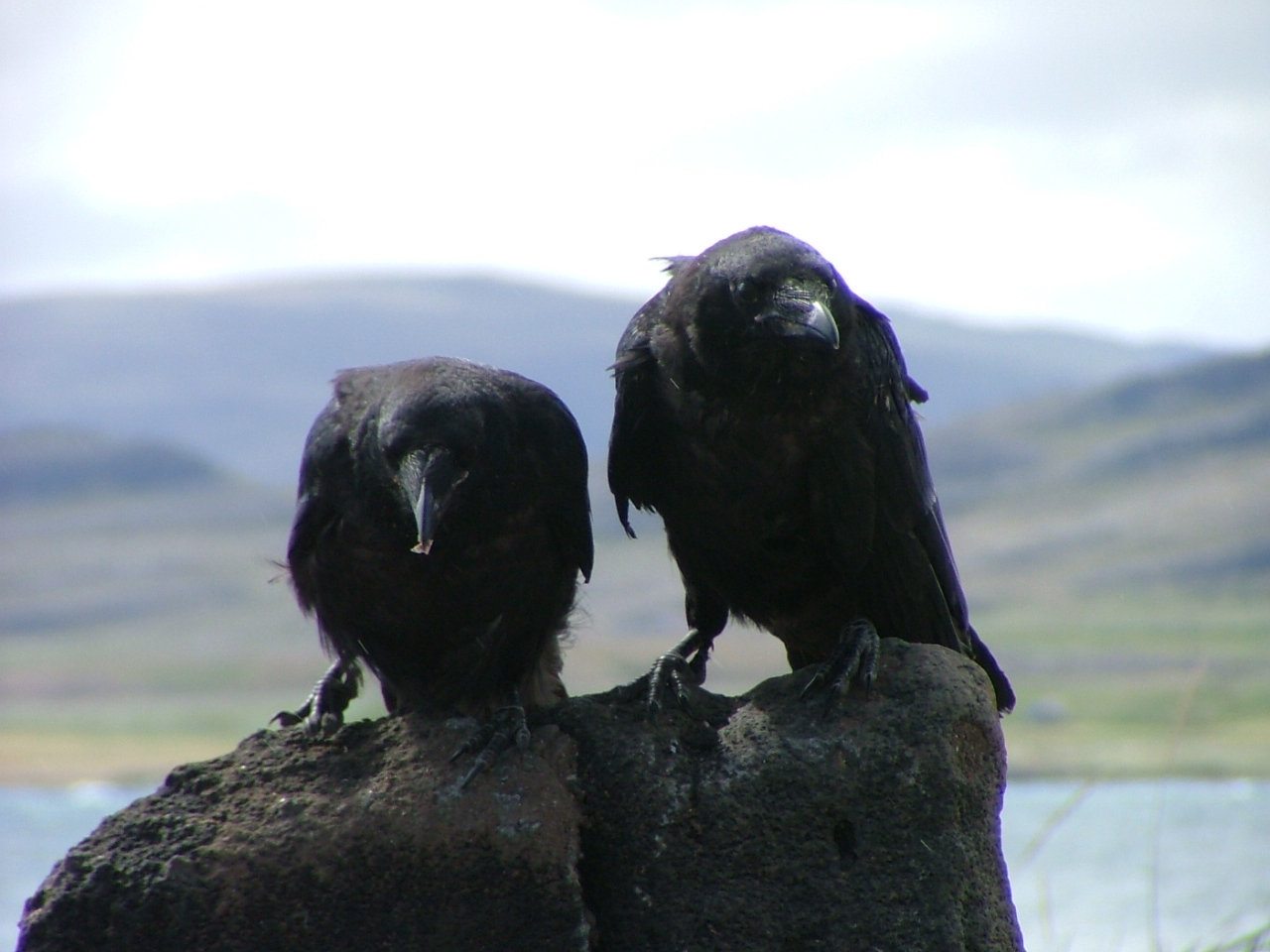
Due giovani corvi imperiali

I giovani corvi imperiali, assai simili agli adulti, anche se di minori dimensioni e dagli occhi di colore grigio-bluastro anziché bruno, si riuniscono in gruppetti composti mediamente da una quindicina d'individui: essi sono estremamente curiosi e mostrano interesse per qualsiasi novità venga loro proposta (in particolare per gli oggetti tondi e luccicanti), curiosità che tuttavia perderanno gradualmente con l'età adulta, al punto di diventare spiccatamente neofobici durante la vecchiaia. I giovani sono inoltre soliti mostrare comportamenti fini a sé stessi, identificabili con il gioco: ad esempio, sono stati osservati dei giovani scivolare sulla neve per puro divertimento, oppure servirsi di volpi o cani affamati come ignari compagni per l'acchiapparella. Anche in età adulta, i corvi mostrano comportamenti interpretabili come forme di gioco: un esempio sono i voli acrobatici, che parrebbero non avere alcun altro scopo se non quello di procurare divertimento all'animale.
I corvi imperiali sono uccelli piuttosto longevi: mentre in natura vivono al massimo fino a 15 anni, gli esemplari tenuti in cattività oltrepassano anche di molto questo limite, superando i 40 anni d'età e arrivando in alcuni casi a sfiorare gli 80.

## Distribuzione

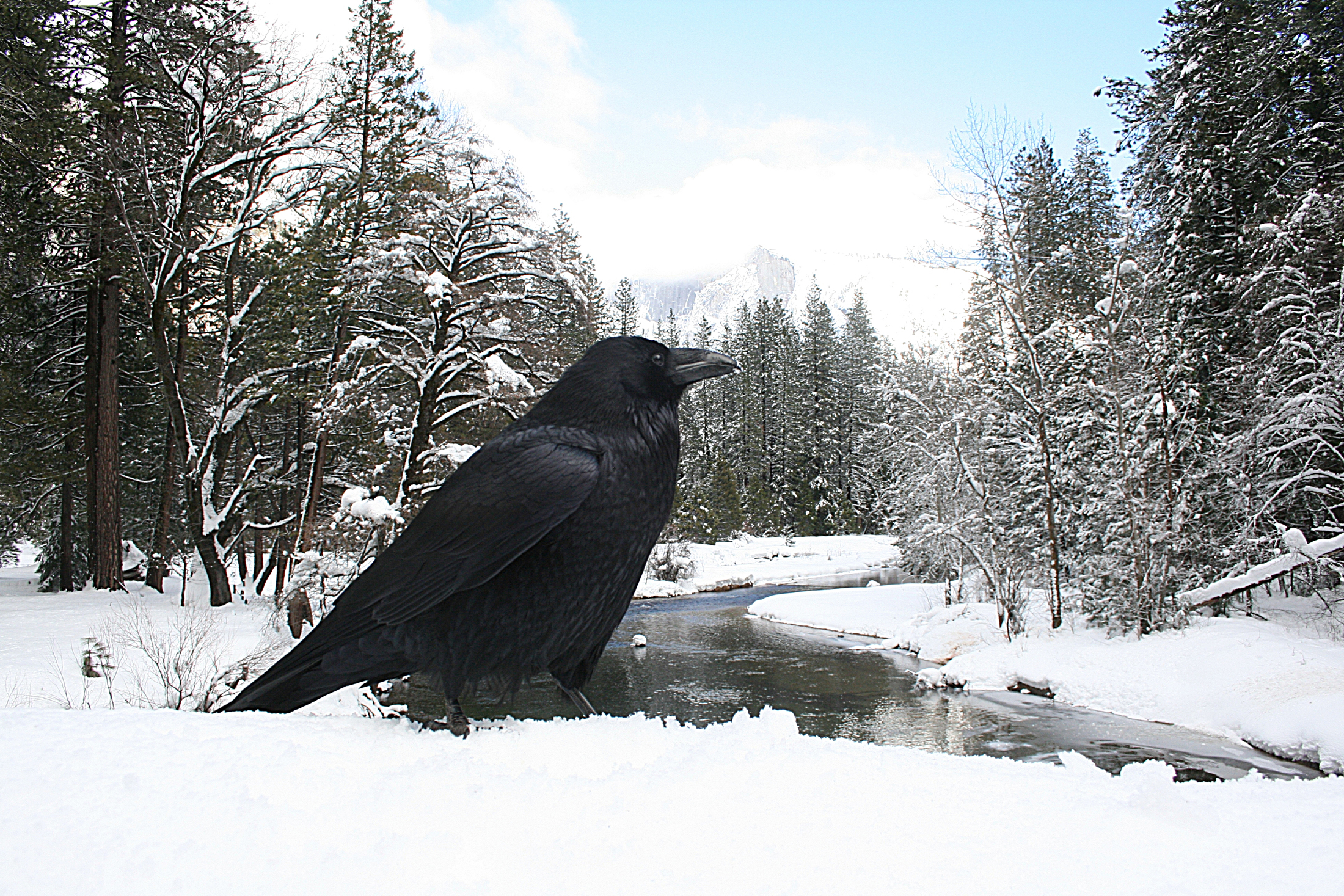
Esemplare nei pressi dell'Half Dome

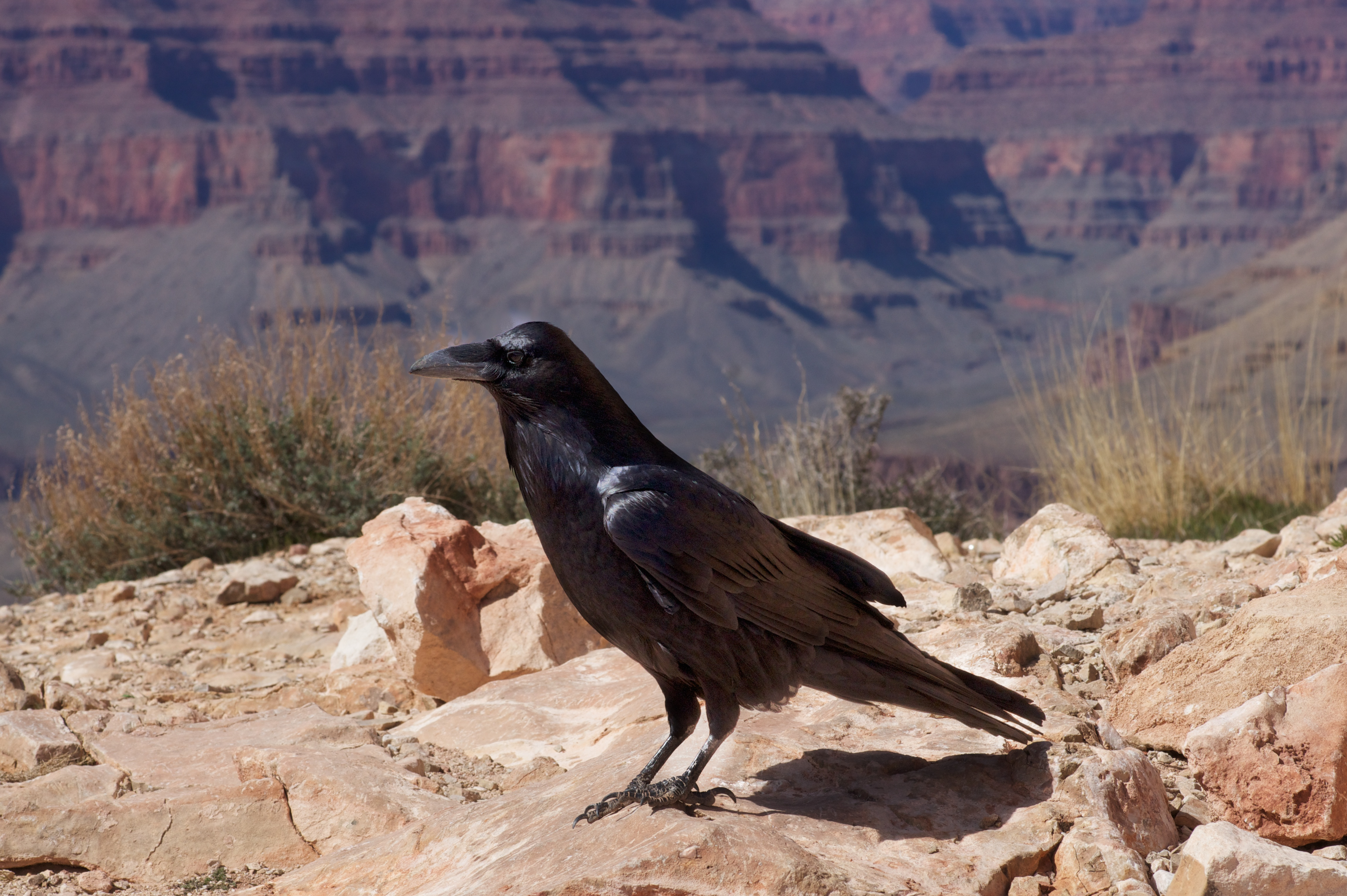
Esemplare nel Grand Canyon

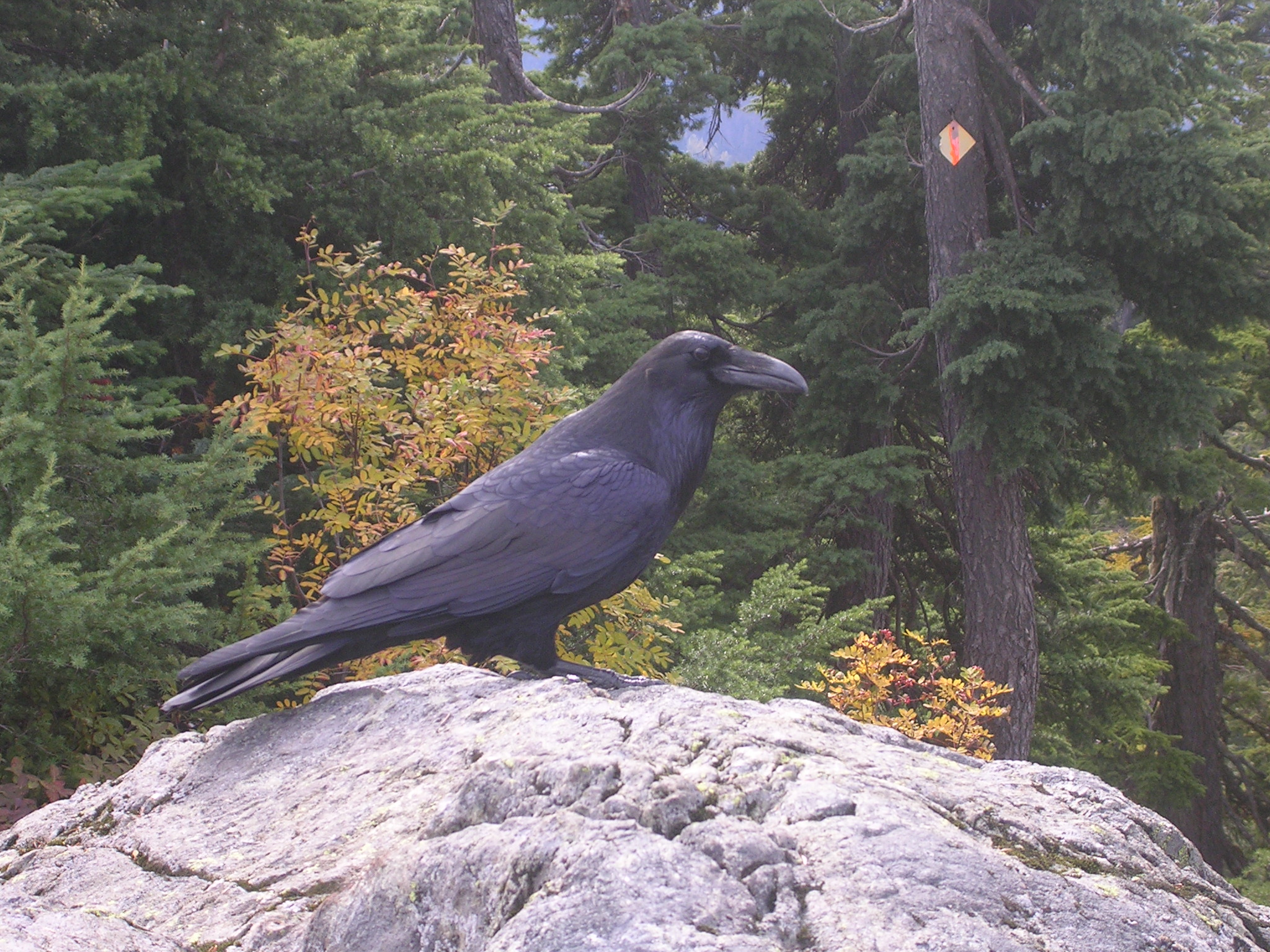
Esemplare in Columbia Britannica

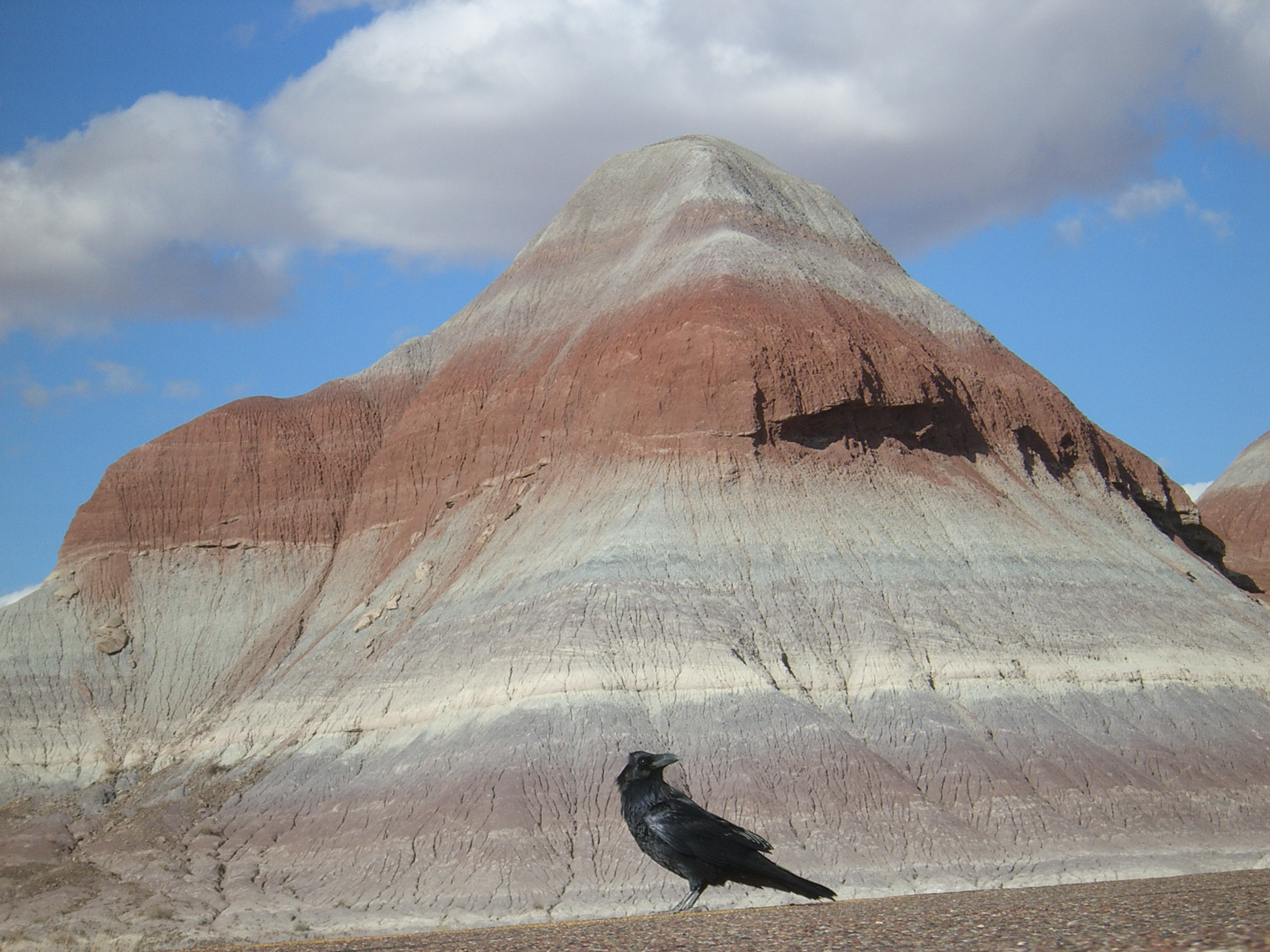
Esemplare nel parco nazionale della foresta pietrificata

Il corvo imperiale occupa l'areale naturale più vasto fra gli uccelli (oltre 10 000 000 km²): la specie è infatti diffusa in tutta Europa (Isole Canarie, Islanda, Gran Bretagna e Irlanda comprese, mentre manca quasi del tutto dall'Europa centrale), in Asia centrale e settentrionale (a sud fino all'Iran e all'India settentrionale), in Africa settentrionale, in America Settentrionale e Centrale (con l'eccezione degli Stati Uniti sud-orientali) a sud fino al Nicaragua, oltre che in molte isole del Pacifico.
In Italia, il corvo imperiale risulta piuttosto raro, tanto da comparire fra le specie inserite nel Libro Rosso degli Animali d'Italia: sull'intero territorio nazionale ne è infatti censita una popolazione totale inferiore alle 15 000 unità, con un numero di coppie nidificanti compreso fra le 3 000 e le 6 000, concentrate lungo l'arco alpino, in Sicilia, in Sardegna, nel Gargano e lungo l'Appennino Meridionale, ma presenti grossomodo in tutte le aree rocciose del Paese.
Il corvo imperiale predilige le aree alberate, con presenza nei dintorni di ampi spazi aperti dove cercare il cibo; lo si trova anche lungo le aree costiere con presenza di falesie rocciose, dove l'animale si nutre e nidifica. Come intuibile dall'estesissimo areale occupato dalla specie, tuttavia, si tratta di un animale assai adattabile: lo si trova anche nelle aree ghiacciate del Circolo polare artico, nelle aree aride e semidesertiche del Nordafrica, fino alle cime dell'Himalaya, dove sono stati osservati esemplari di questa specie a 6 350 m di altezza sul Monte Everest. Si può dire che l'unico habitat che il corvo imperiale eviti sia la foresta pluviale.

## Tassonomia
Un areale così vasto come quello occupato da questa specie, per di più comprendente un gran numero di isole e ambienti ecologicamente dissimili, ha determinato una certa differenziazione delle varie popolazioni locali rispetto al ceppo originario. Questa differenziazione, anche notevole in alcuni casi, ha portato gli studiosi a suddividere la specie in numerosissime sottospecie principalmente in base a criteri morfologici, come ad esempio le dimensioni totali o la conformazione del becco. In seguito a varie revisioni tassonomiche, basate su criteri genetici, numerose sottospecie sono state soppresse e accorpate fra loro, in quanto considerabili piuttosto come varianti regionali di un unico tipo fondamentale. Attualmente, vengono riconosciute dalla maggior parte degli autori undici sottospecie di corvo imperiale:

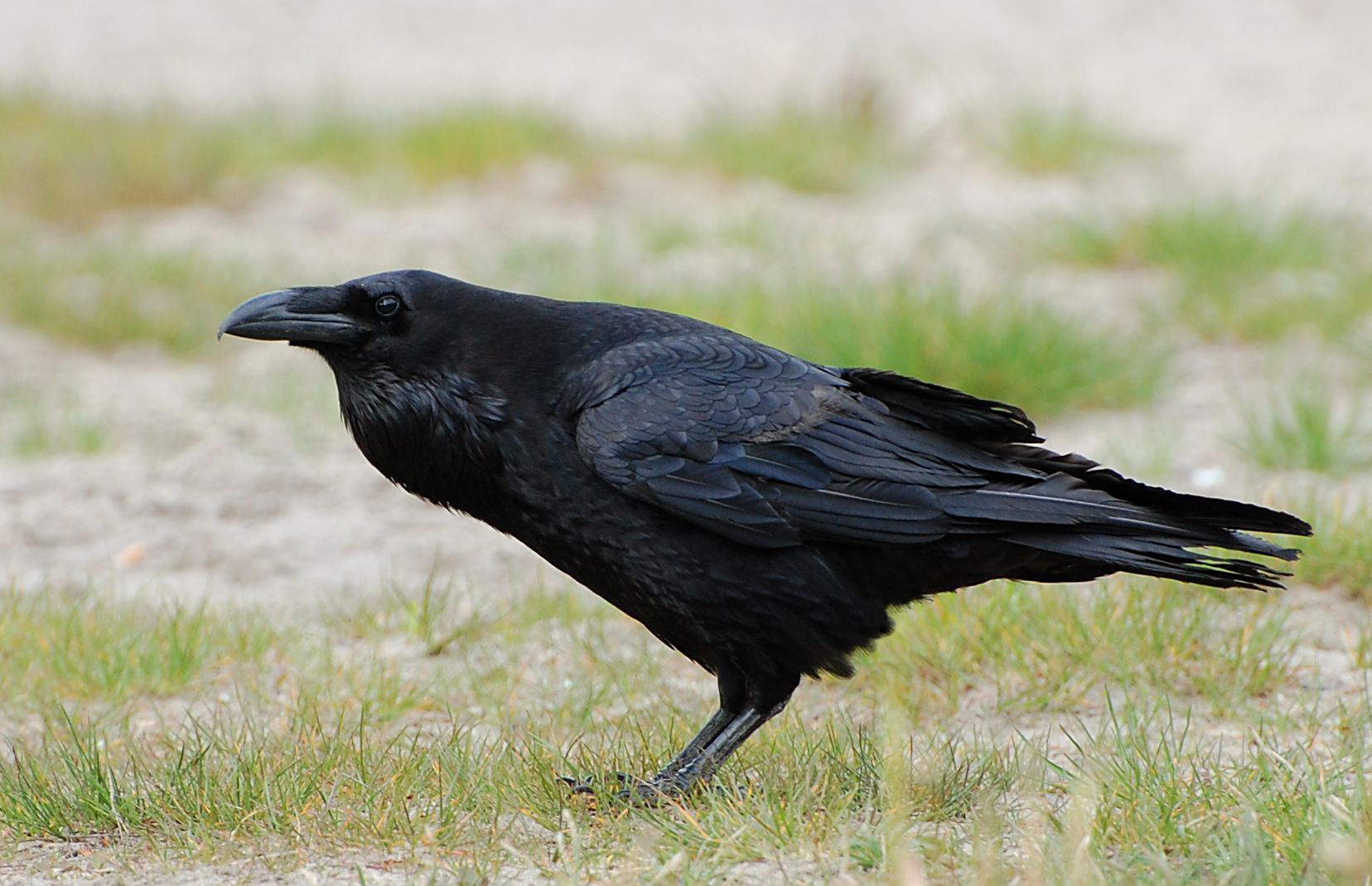
Esemplare della sottospecie nominale a Berlino

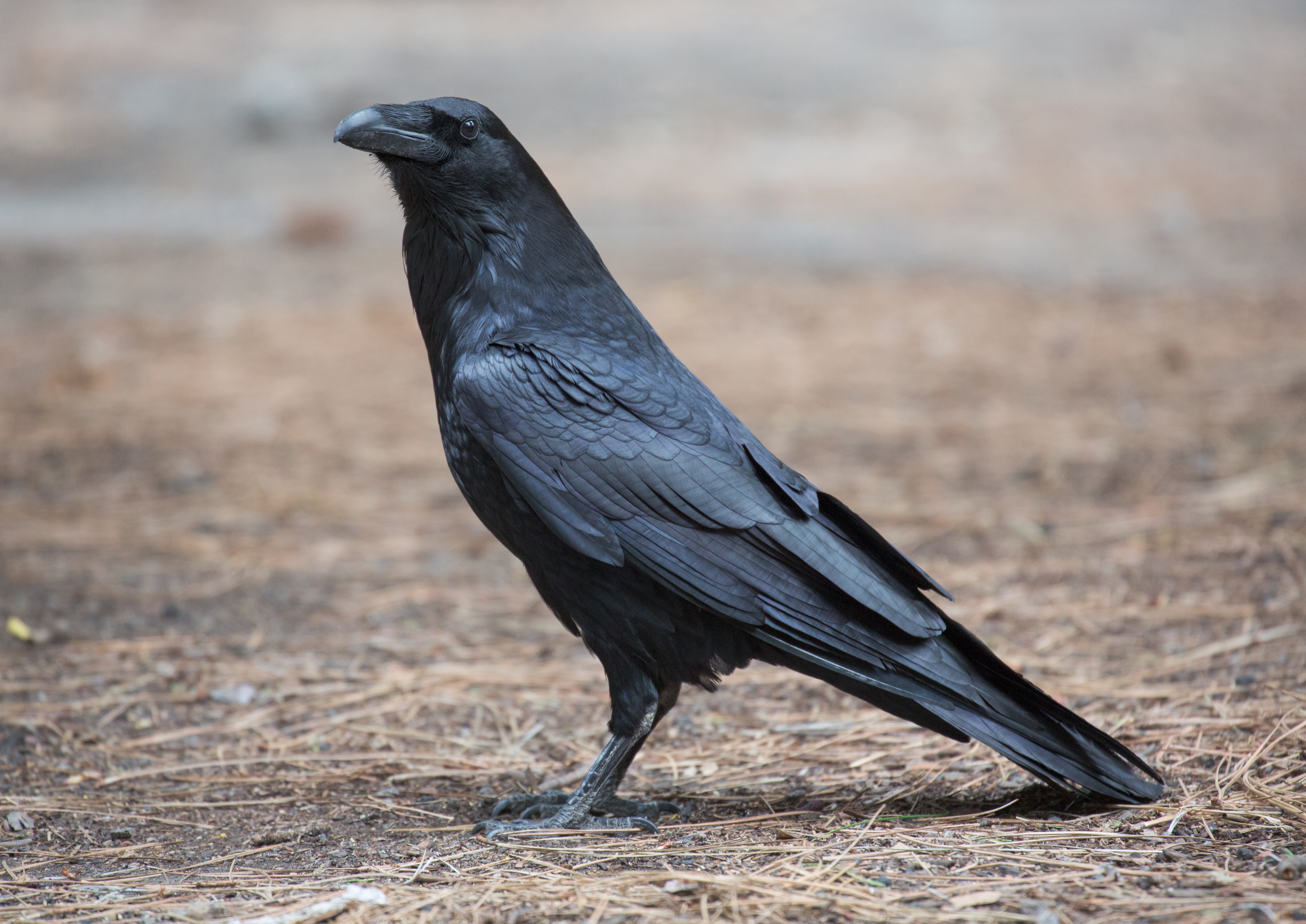
Esemplare della sottospecie principalis nello Yosemite

- Corvus corax principalis Ridgway, 1887 - caratterizzata da corporatura massiccia e grosso becco, piumaggio assai lucente e barbe golari ben sviluppate, diffusa dall'Alaska alla Groenlandia e a sud fino a Oregon e Georgia nord-occidentale (attraverso gli Appalachi;
- Corvus corax sinuatus Wagler, 1829 - di piccole dimensioni e dal becco piccolo e relativamente sottile, diffusa dalla Columbia Britannica al Nicaragua attraverso le Grandi Pianure, le Montagne Rocciose, il Gran Bacino e il Messico;
- Corvus corax clarionensis Rothschild & Hartert, 1902 - diffusa in California e Baja California (nonché sull'isola Clarión), a est fino al deserto del Mojave;
- Corvus corax varius Brünnich, 1764 - di taglia intermedia fra la sottospecie nominale e principalis, caratterizzata da piumaggio meno lucente e da un caratteristico anello di piume biancastre attorno alla base del becco, diffusa in Islanda e alle Isole Fær Øer (dove era diffusa inoltre una variante geografica, il corvo pezzato, attualmente estinta[52]);
- Corvus corax corax Linnaeus, 1758 - la sottospecie nominale, caratterizzata da becco corto e tozzo, piuttosto arcuato, diffusa dalle isole britanniche allo Enisej attraverso Fennoscandia, Europa occidentale, centrale e orientale, Russia europea e Siberia;
- Corvus corax hispanus Hartert & Kleinschmidt, 1901 - diffusa nella Penisola iberica, in Italia (comprese Sicilia e Sardegna), in Corsica e alle Baleari;
- Corvus corax laurencei Hume, 1873 - diffusa dalla Grecia orientale al Turkestan occidentale e all'India nord-occidentale, attraverso Cipro, Medio Oriente e Asia Centrale;
- Corvus corax tingitanus Irby, 1874 - caratterizzata da piccole dimensioni, barbe golari appena accennate e piumaggio dall'aspetto unto, con sfumature brune su testa e corpo più evidenti in età avanzata, becco corto ma robusto dal margine superiore arcuato, diffusa lungo la fascia costiera del Nordafrica dal centro-nord del Marocco all'Egitto;
- Corvus corax canariensis Hartert & Kleinschmidt, 1901 - endemica delle Isole Canarie;
- Corvus corax tibetanus Hodgson, 1849 - caratterizzata dalle grandi dimensioni (sebbene il becco non sia così grande in proporzione al corpo come nella sottospecie principalis), dal piumaggio assai lucente con sfumature grigiastre alla base del collo e dalle barbe golari molto pronunciate, diffusa dal Pamir e dal Tian Shan all'altopiano del Tibet e alle pendici settentrionali dell'Himalaya;
- Corvus corax kamtschaticus Dybowski, 1883 - caratterizzata da grossa taglia e becco grosso e forte, diffusa dalla Siberia centrale alla Kamchatka, a sud fino alla Manciuria e alla Mongolia, oltre che a Hokkaidō, alle isole Kurili, a Sakhalin e alle isole del Commodoro;

Alcuni autori riconoscerebbero inoltre una sottospecie jordansi di Lanzarote e Fuerteventura, sinonimizzata con canariensis.

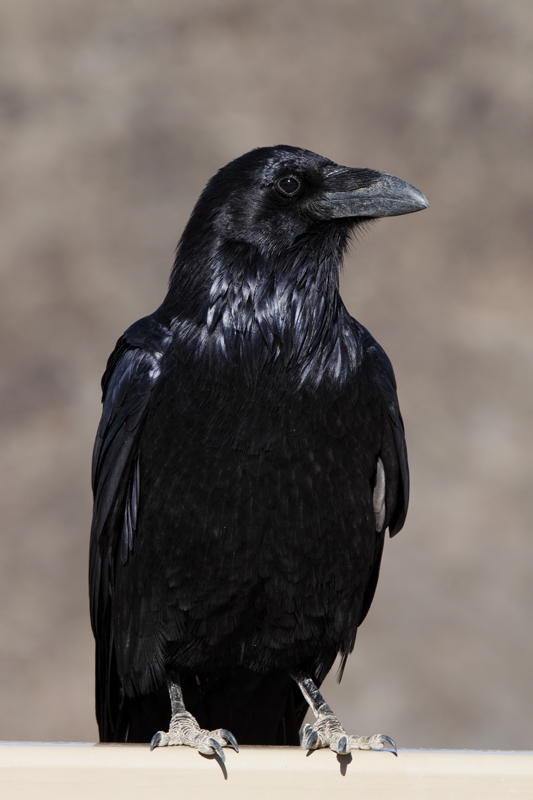
Esemplare della sottospecie clarionensis nella Valle della Morte
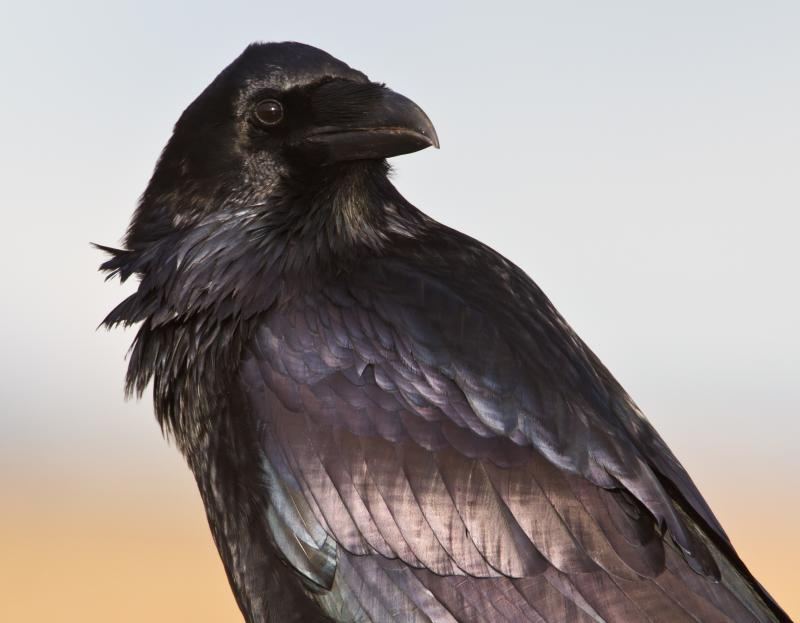
Esemplare della sottospecie varius a Stokkseyri.
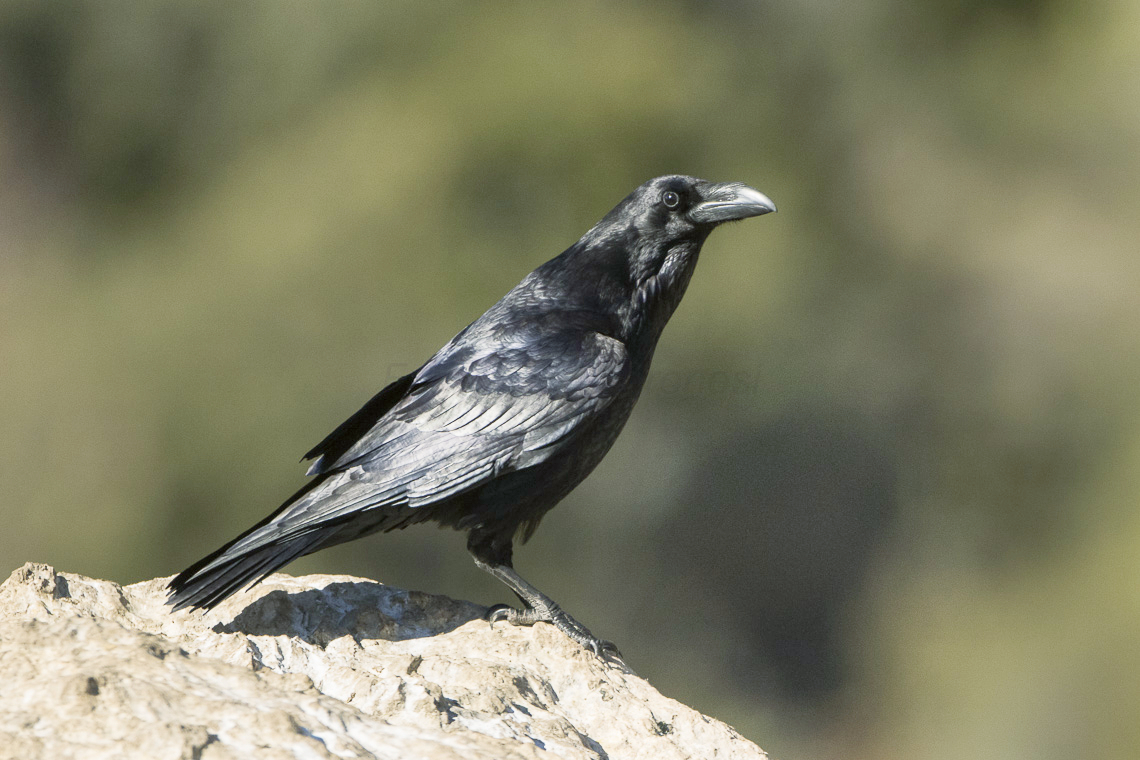
Esemplare della sottospecie hispanus sui Pirenei
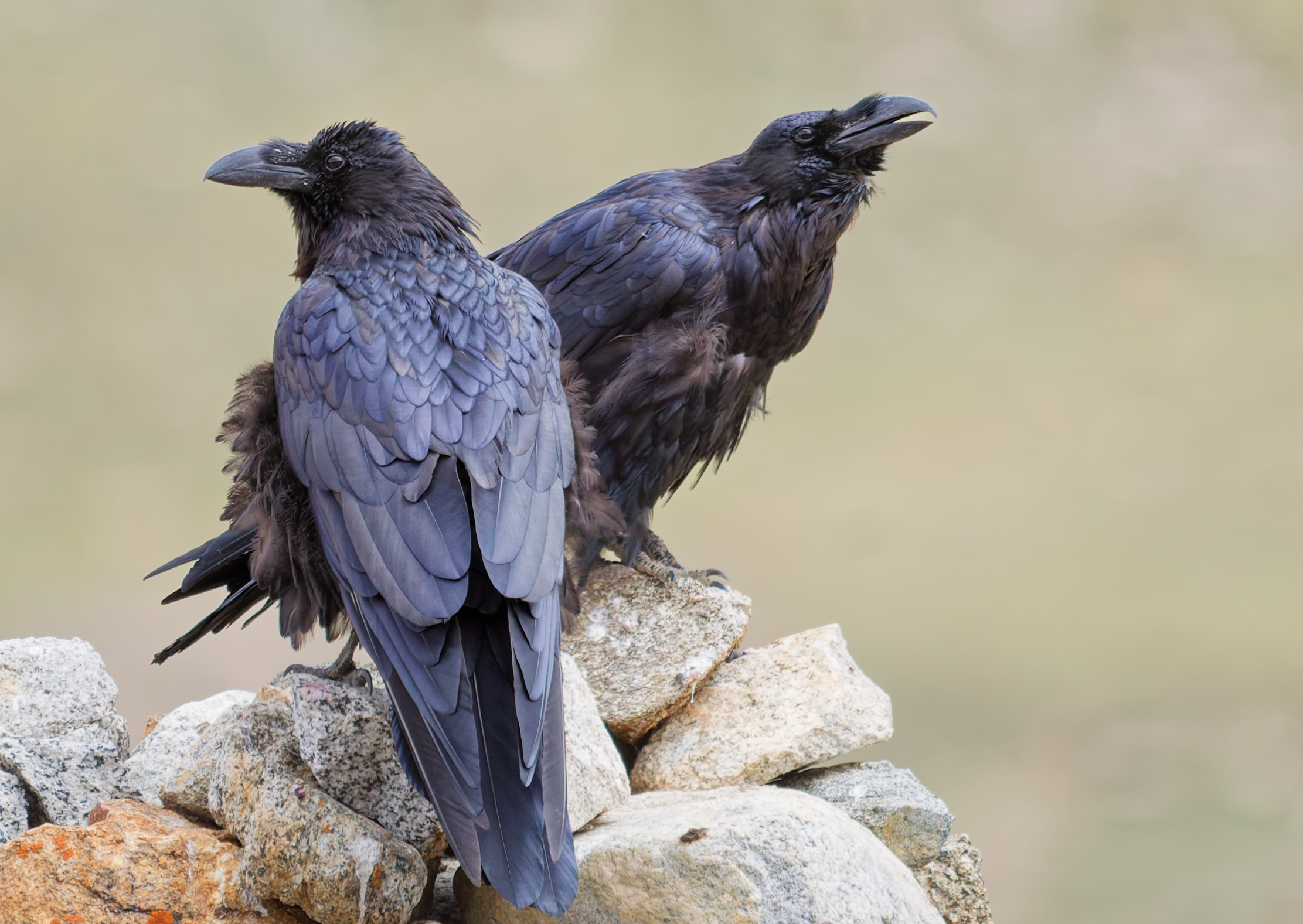
Due esemplari della sottospecie tibetanus a Khardung La
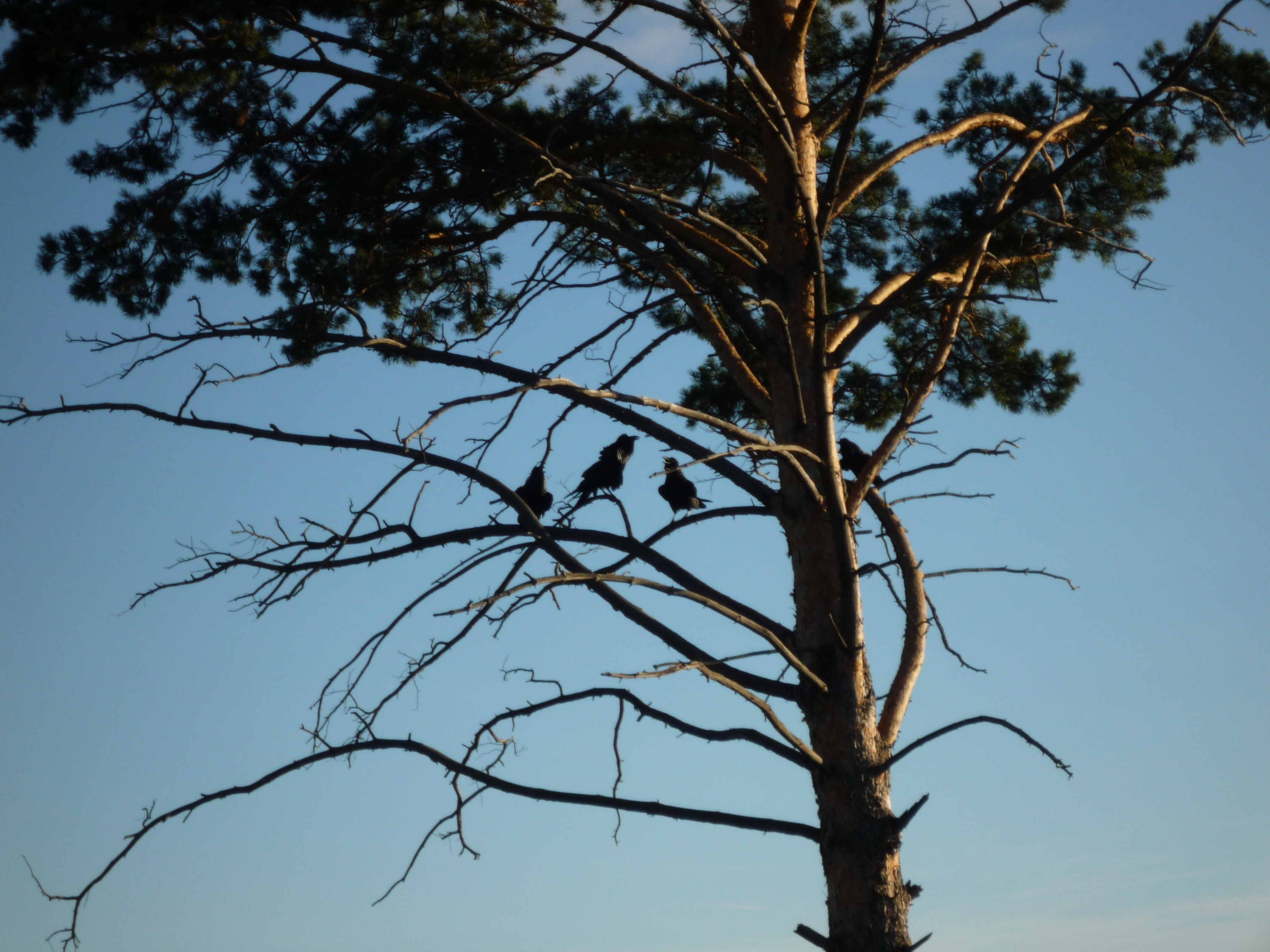
Esemplari della sottospecie kamtschaticus nel distretto di Altanbulag
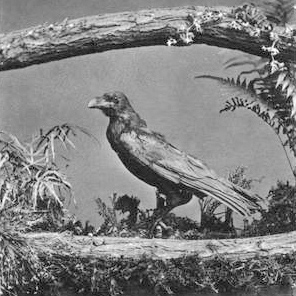
Grip, Corvus corax, il corvo da compagnia di Charles Dickens

Recenti studi effettuati sul DNA mitocondriale di varie popolazioni di questi animali hanno portato gli studiosi a suddividere la specie in almeno due cladi:
- un clade cosiddetto californiano, comprendente le sottospecie sinuatus e clarionensis, oltre alle popolazioni diffuse nel sud-ovest degli Stati Uniti;
- un clade cosiddetto olartico, comprendente le rimanenti sottospecie;

Le due cladi avrebbero cominciato a differenziarsi circa due milioni di anni fa e, sebbene i corvi imperiali californiani siano assai somiglianti morfologicamente agli altri, essi ne sono geneticamente distanti, e anzi più vicini filogeneticamente alla specie Corvus cryptoleucus (dalla quale divergono per circa l'1,75-1,8%). La popolazione americana di corvo imperiale, invece, è strettamente imparentata con quelle eurasiatiche, a loro volta più vicine ad altre specie (come Corvus albus) rispetto a quanto non lo siano coi corvi californiani.

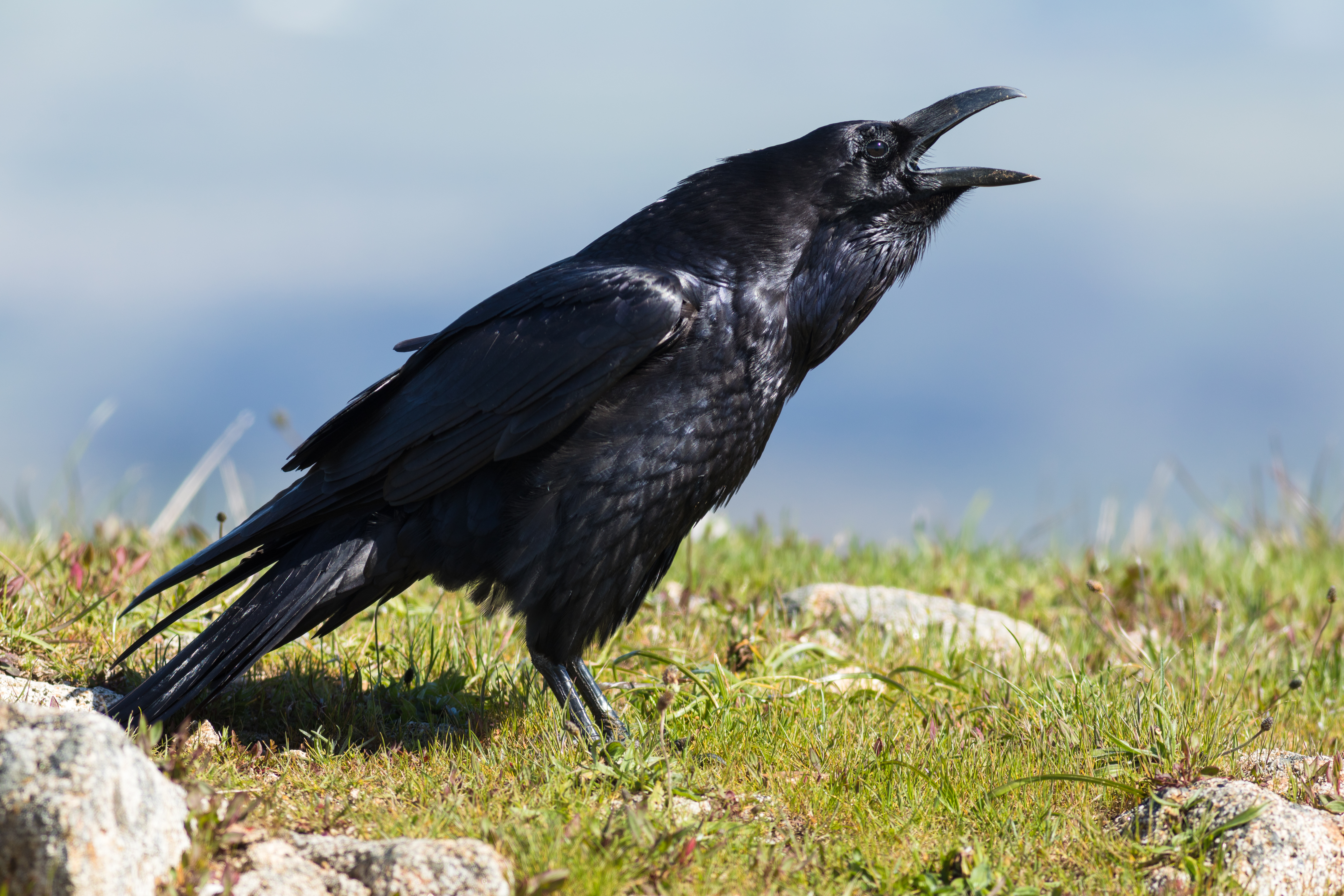
Esemplare della sottospecie sinuatus a Point Reyes Station

Per spiegare questa inaspettata distanza genetica è stato ipotizzato che i corvi imperiali del clade californiano giunsero in America all'incirca due milioni di anni fa, rimanendo poi isolati dalle popolazioni eurasiatiche a causa dell'era glaciale: circa un milione di anni dopo, da questa popolazione californiana si distaccò la specie C. cryptoleucus, mentre ancora più in là una nuova ondata migratoria proveniente dall'Asia portò in America dei nuovi corvi eurasiatici, dai quali ebbe origine la sottospecie principalis.

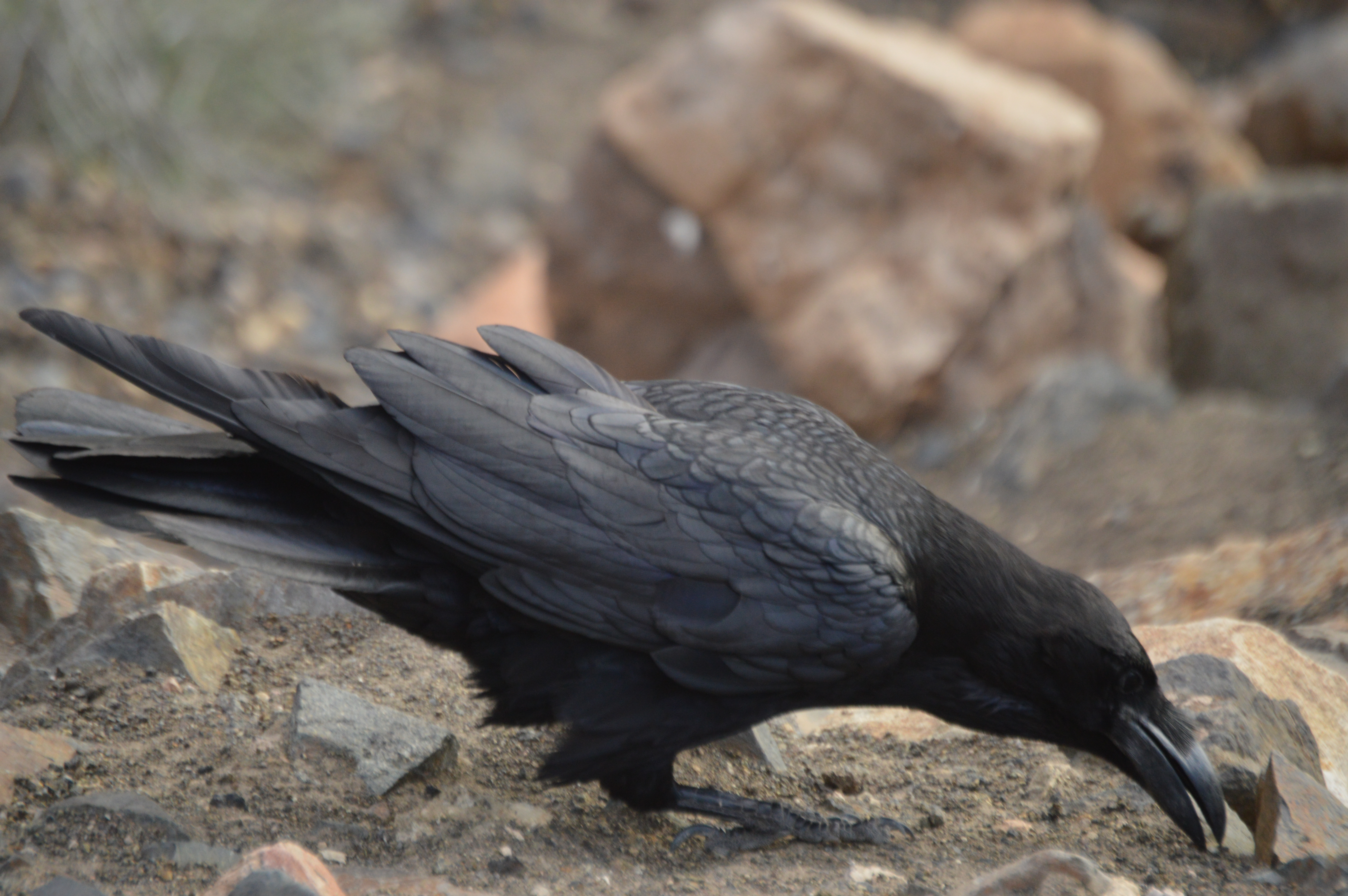
Esemplare della sottospecie canariensis a Fuerteventura

Ulteriori studi effettuati sul DNA mitocondriale hanno dimostrato che anche i corvi imperiali delle sottospecie tingitanus e canariensis presentano differenze genetiche piuttosto significative rispetto al resto delle popolazioni olartiche, dalle quali hanno cominciato a divergere circa 650 000 anni fa e con le quali si incrociano solo assai raramente e con difficoltà.
Il risultato di tali studi ha portato alcuni studiosi a supporre che il taxon Corvus corax sia in realtà parafiletico. Una soluzione tassonomica per questo problema sarebbe quella di elevare la sottospecie sinuatus al rango di specie a sé stante (Corvus sinuatus), intermedia fra il corvo imperiale propriamente detto e il corvo messicano C. cryptoleucus: altri studiosi opterebbero invece per l'unificazione della sottospecie sinuatus con la specie C. cryptoleucus a formare un unico complesso, tuttavia per poter effettuare un'operazione del genere senza tema di smentita occorrono ulteriori studi sul flusso genico e sul genoma delle due specie.
Risulta degno di nota il fatto che anche in Africa potrebbe essere accaduto un processo analogo a quello che avrebbe portato alla differenziazione della sottospecie (o specie) sinuatus e in seguito alla specie C. cryptoleucus: infatti, oltre alla sottospecie tingitanus, anche il corvo dal collo rosso (Corvus ruficollis) e il corvo somalo (Corvus edithae) potrebbero essere visti come popolazioni del complesso-specie C. corax, evolutesi e differenziatesi per far fronte alle diverse condizioni climatiche in parallelo a quanto riscontrabile nelle popolazioni californiane di corvo imperiale. Ciò indicherebbe una spiccata tendenza delle popolazioni ancestrali di corvo imperiale a colonizzare habitat differenti da quello originario (principalmente più caldi e secchi), dando origine in questi nuovi territori a fenomeni di radiazione adattativa.

## Rapporti con l'uomo

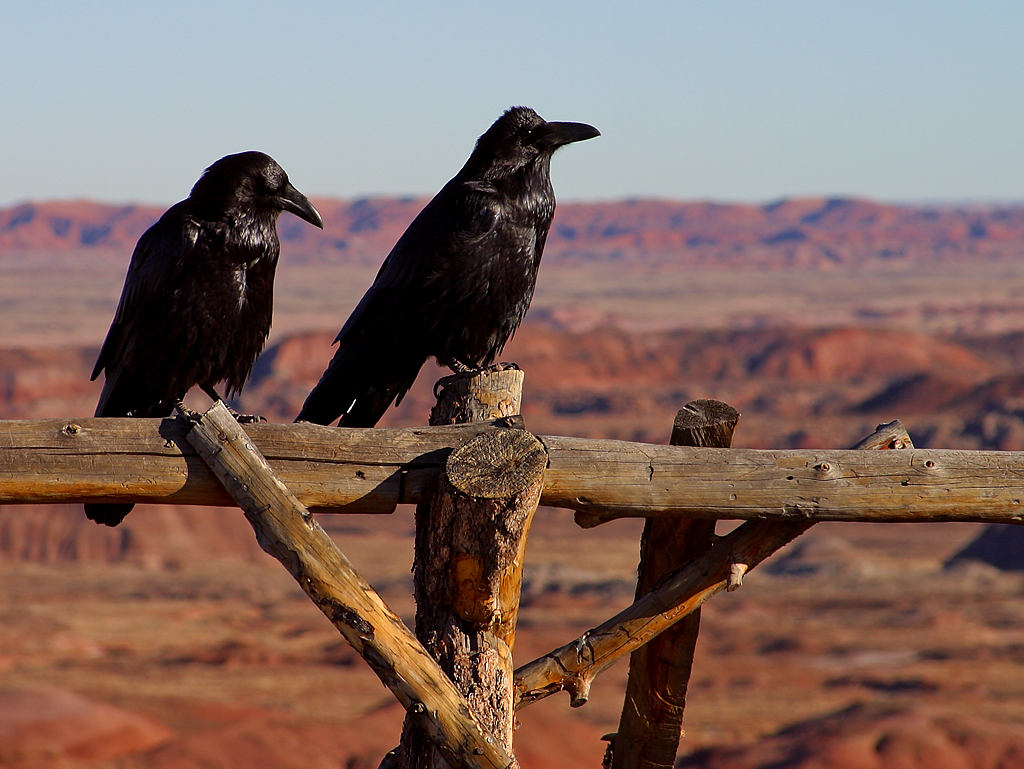
Due esemplari in un ranch dell'Arizona

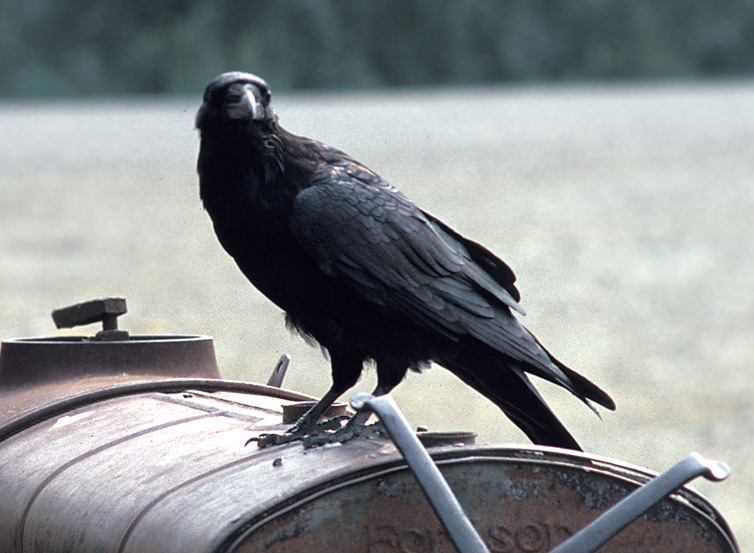
Un corvo imperiale in ambiente rurale: i corvi, sebbene tendano a evitare le aree antropizzate, possono tranquillamente coabitare con l'uomo

Sebbene in alcune parti del proprio areale sia stato registrato un declino delle popolazioni, dovuto alla perdita dell'habitat naturale e in alcuni casi anche alla persecuzione diretta da parte dell'uomo, il corvo imperiale risulta un animale assai comune nel proprio areale, sebbene piuttosto difficile da avvistare e osservare, a causa della sua naturale riservatezza: in alcune aree, come ad esempio il deserto del Mojave, la specie ha addirittura prolificato in maniera tale da risultare nociva, poiché danneggia i raccolti nutrendosi di frutti e granaglie, mentre pare abbastanza difficile che i corvi imperiali siano in grado di sopraffare agnelli, capretti e vitelli sani, come lamentato dagli allevatori: probabilmente le supposizioni di attacchi ai giovani animali si basano su osservazioni di corvi imperiali intenti a banchettare con carcasse di animali morti per altre cause oppure poco vitali alla nascita, ai quali perciò essi si sono limitati a dare il colpo di grazia.
Le crescite esplosive della popolazione di corvi sono solitamente avvenute in zone precedentemente aride nelle quali è avvenuto l'insediamento dell'uomo, con conseguente realizzazione di pozzi e discariche, ossia fonti permanenti di cibo e acqua per i corvi, i quali si sono moltiplicati (spesso a discapito di altre specie autoctone, da essi predate).
Per fronteggiare l'eccessivo accrescimento delle popolazioni di corvo imperiale, i governi locali hanno proceduto spesso con programmi di abbattimento selettivo o intrappolamento e rilascio in luoghi distanti: in altri Paesi, come la Finlandia, il problema è stato affrontato ponendo un premio in denaro per ciascun animale ucciso, pratica questa utilizzata sin dalla metà del XVII secolo e rimasta in uso sino al 1923, quando venne abolita.

### Il corvo imperiale nella mitologia
L'abitudine dei corvi imperiali di nutrirsi di carcasse di animali (ma anche di cadaveri) ha fatto sì che nella maggior parte delle culture questo animale abbia assunto la funzione mitologica di tramite fra il mondo terreno e quello spirituale, oppure quella di psicopompo (traghettatore delle anime verso l'aldilà): a causa del suo piumaggio nero e del suo verso inquietante, inoltre, per alcune culture il corvo è stato associato alla morte e alla sfortuna. Tuttavia, non sempre è così, anzi vi sono non poche culture nelle quali il corvo imperiale assume connotati del tutto opposti a quelli attualmente attribuitigli dalla cultura occidentale.

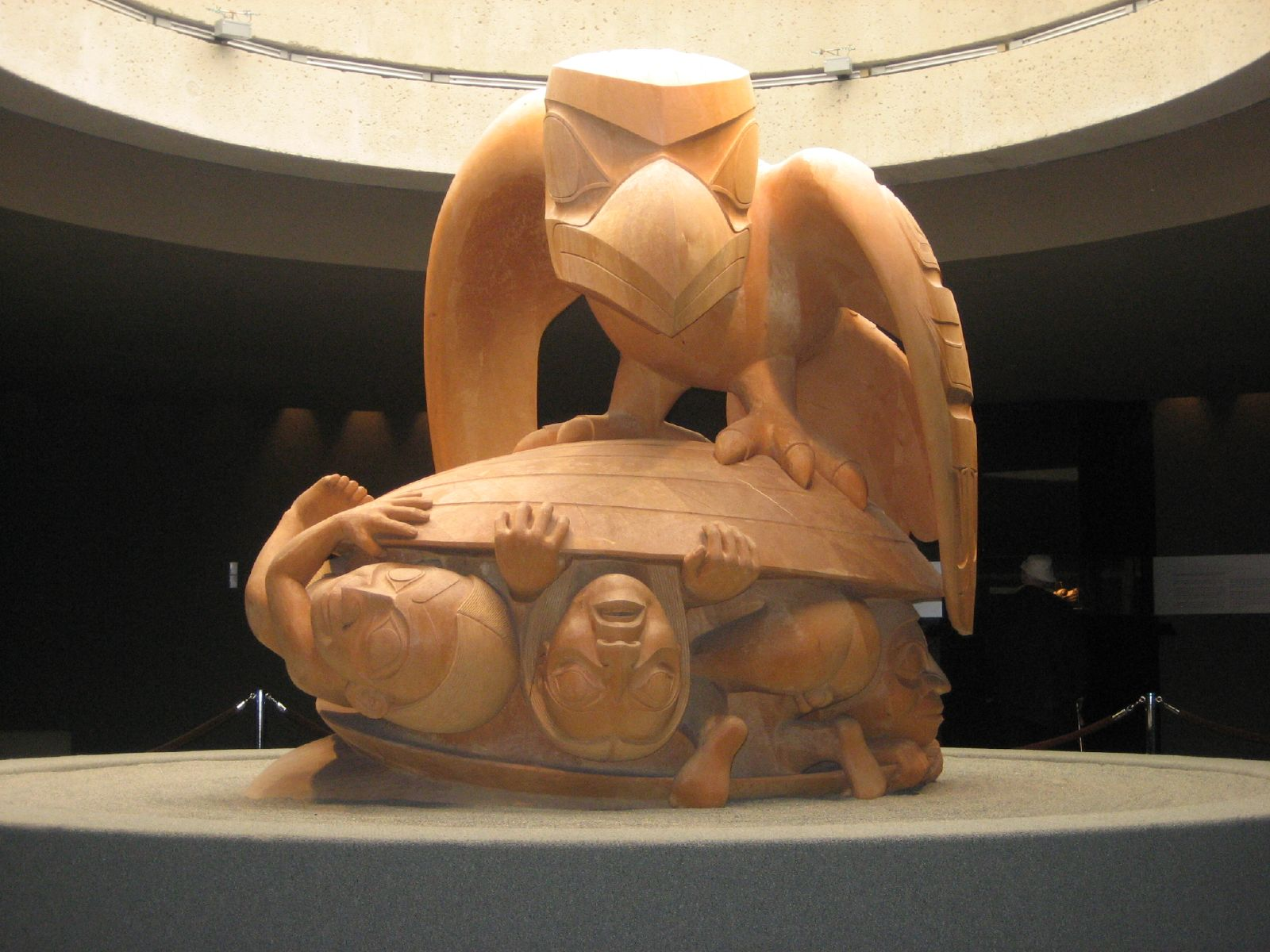
Il corvo ed il primo uomo, scultura raffigurante una parte del mito della Creazione dei nativi Haida

Ad esempio, il corvo è un animale totemico molto importante per i nativi americani della costa pacifica: in queste culture esso assume il doppio ruolo di demiurgo e di trickster, in quanto se da una parte esso crea il mondo, dall'altra ruba ogni giorno il sole, rilasciandolo al mattino successivo. Simili abilità gli vengono attribuite anche dai popoli dell'Asia nord-orientale: ad esempio, il dio corvo Kutkh viene ritenuto il creatore della penisola della Kamčatka. Anche gli eschimesi attribuiscono al corvo il ruolo di creatore dell'uomo, operazione questa eseguita dall'animale a partire da un baccello di pisello.
Nella mitologia cinese, un corvo dorato a tre zampe (金烏/金乌) rappresenta il sole: secondo il folklore, originariamente esistevano dieci di questi animali, che vivevano appollaiati su un gelso nel mare dell'est, e ogni giorno uno di essi veniva scelto per viaggiare intorno al mondo su un carro guidato dalla dea Xihe, considerata la "madre del sole". Intorno al 2170 a.C., tutti i dieci uccelli del sole partirono per il viaggio intorno al mondo nello stesso giorno, rischiando così di incendiare la Terra; l'arciere Houyi li abbatté tutti tranne uno, il quale da quel giorno è costretto a girare costantemente attorno al mondo.

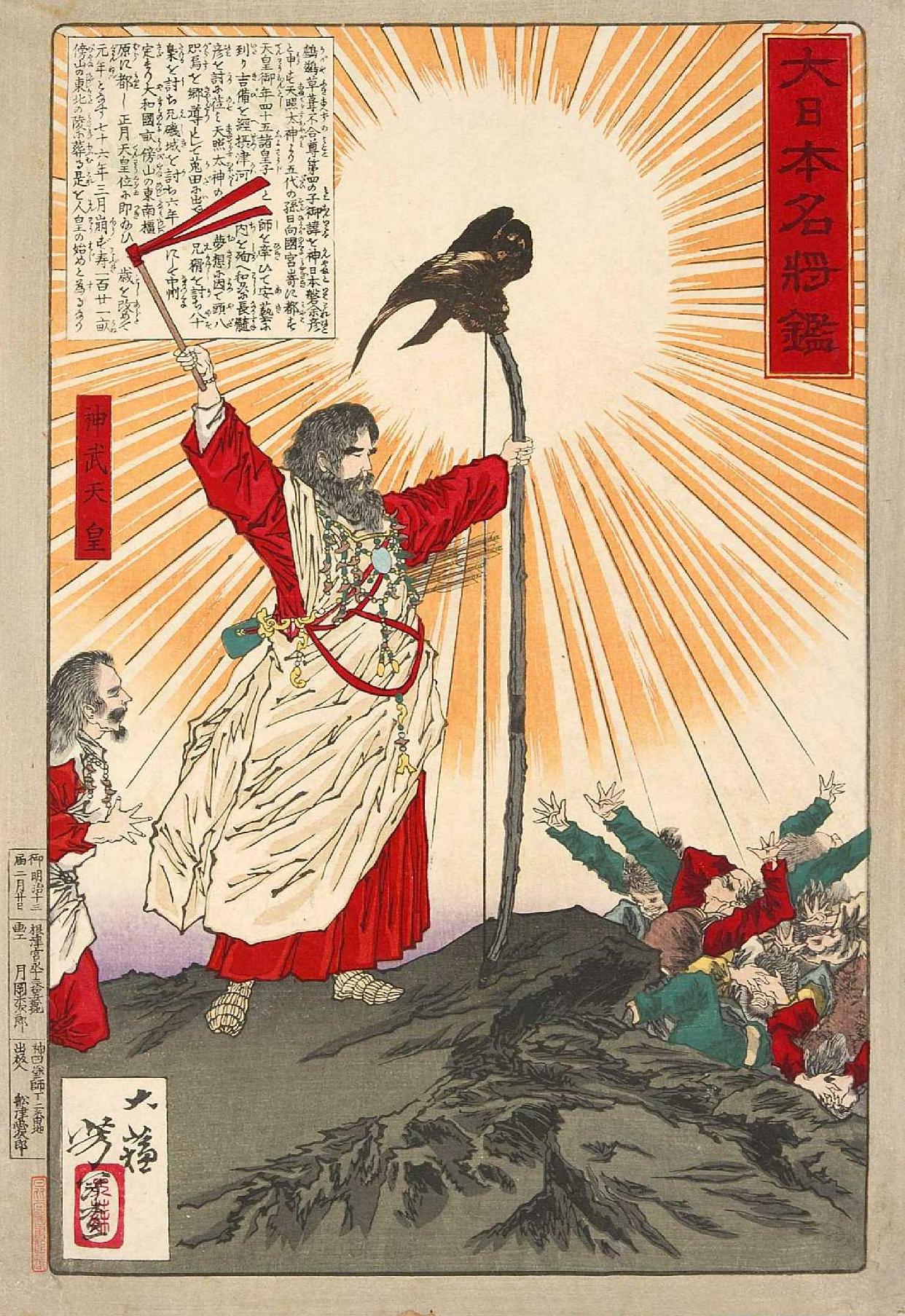
L'imperatore Jimmu con Yagatarasu, corvo sacro nella mitologia giapponese

Nella mitologia giapponese Yatagarasu (八咫烏) è un corvo di proprietà della dea del sole Amaterasu, che funge da messaggero fra essa e gli uomini. Yatagarasu compare in numerosi Kojiki (古事記), in cui si narra, fra l'altro, che abbia combattuto e ucciso una bestia intenzionata a divorare il sole, e che sia altresì il protettore dell'imperatore Jimmu, avendolo aiutato a fuggire da un bosco circondato da nemici.
Nella mitologia greca, il corvo, inizialmente di colore bianco candido, venne scelto come uccello simbolo del dio Apollo, il quale tuttavia lo punì per avergli riferito, anche se in buona fede, una cattiva notizia, vale a dire il tradimento con il mortale Ischi da parte della sua amante Coronide, anch'essa mortale: la punizione consistette nell'annerimento istantaneo del piumaggio del corvo, caratteristica questa che sarebbe stata trasmessa anche alla progenie. Probabilmente da questa leggenda è derivata la concezione del corvo come uccello del malaugurio. Secondo versioni successive del mito il corvo, infuriato con Apollo ma non in grado di fronteggiarlo, si rifugiò nell'Oltretomba, dove Ade, il dio dei morti e delle tenebre, lo prese come sua spia e messaggero.

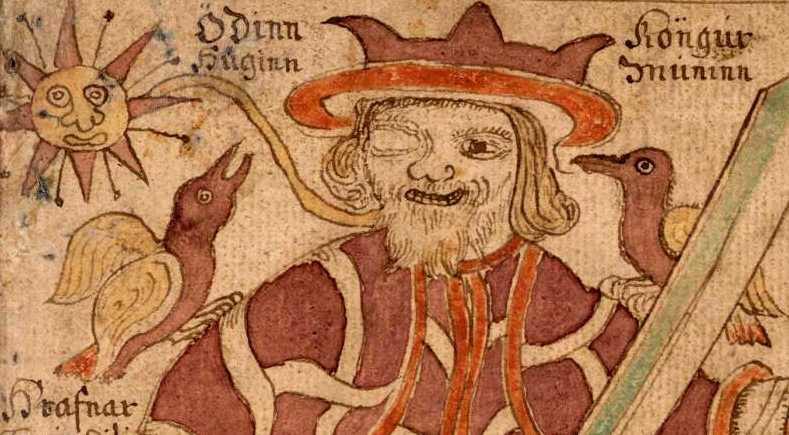
Odino coi due corvi Huginn e Muninn

Anche nella mitologia norrena il corvo aveva un ruolo di spicco: Huginn e Muninn sono i due corvi del dio Odino, il quale ogni mattina li manda per il mondo e alla sera li lascia posare sulle proprie spalle, ascoltando le notizie che essi gli sussurrano all'orecchio. Ragnarr Loðbrók aveva uno stendardo del corvo detto Reafan, il quale avrebbe fornito l'invincibilità al proprietario finché il suo drappo avrebbe garrito al vento. Anche re Harald III di Norvegia possedeva uno stendardo del genere, detto Landeythan ("guasta-terra"), e uno stendardo del corvo veniva portato in battaglia anche da re Canuto I d'Inghilterra. Il nome hrafn ("corvo" in lingua norrena) compare spesso nei kenningar legati allo spargimento di sangue in battaglia, in quanto i corvi erano presenze costanti in questi luoghi, così ricchi di cibo (rappresentato dalle spoglie dei guerrieri) per loro.

In generale, tuttavia, i corvi vengono ritenuti, in virtù delle loro abitudini saprofaghe, strettamente associati alla morte; in Svezia essi vengono associati alle anime dei morti in maniera violenta, mentre in Germania rappresentano le anime dei dannati.
Nella mitologia irlandese, la divinità Mórrígan si appollaia sulla spalla di Cú Chulainn sotto forma di corvo dopo la sua morte. Nella mitologia gallese il corvo viene associato al dio Bran, il cui nome significa "corvo": il fatto che Bran nelle Triadi Gallesi venga associato alla Torre di Londra potrebbe essere all'origine del mito vittoriano dei corvi in essa residenti. Nella mitologia celtica in generale, invece, il corvo rappresenta, assieme al cinghiale, l'animale simbolo del dio Lug, del quale rappresenta l'ingegno e la tecnica, mentre il cinghiale ne rappresenta la forza e la tenacia.
Nella religione cristiana, il corvo non ha solitamente funzioni negative: fu proprio uno di questi animali a strappare dalle mani di San Benedetto da Norcia il pane avvelenato dagli altri frati dopo che il santo lo ebbe benedetto, portandolo dove nessuno avrebbe potuto mangiarlo.
Nella religione ebraica, invece, oltre a essere il primo animale a uscire dall'arca dopo il diluvio universale, il corvo è anche uno dei tre esseri viventi (assieme a un asino e una giumenta) che osarono copulare a bordo di essa e pertanto viene punito: il maschio, per riprodursi, sarebbe costretto a depositare il proprio seme nella bocca della femmina.

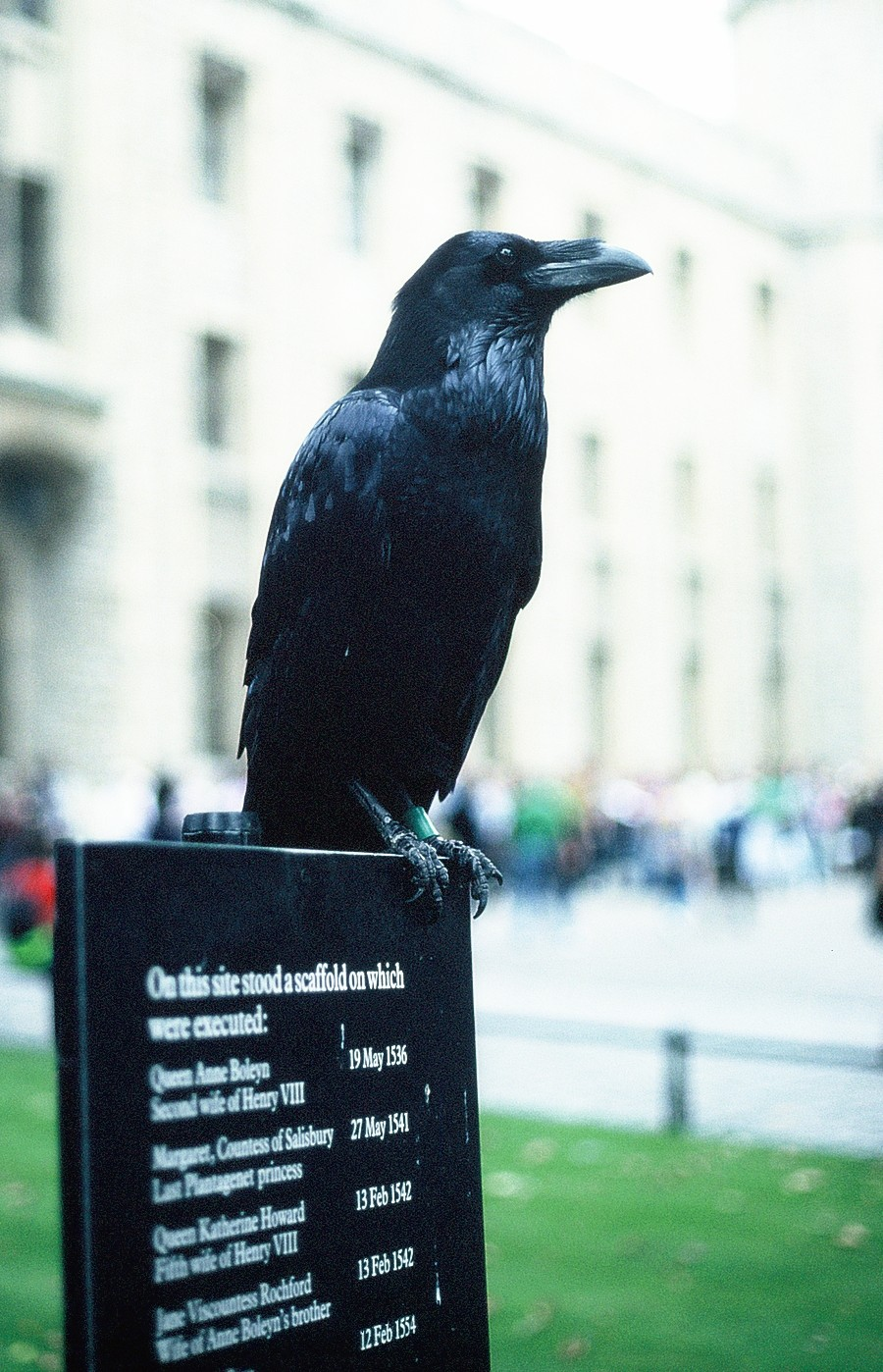
Un corvo imperiale alla Torre di Londra

I corvi sono fortemente legati alla cultura britannica: celebri sono i corvi della Torre di Londra, dove da secoli ne vengono costantemente tenuti almeno sei, accuditi da un raven master preposto. La leggenda vuole che la monarchia inglese cadrà sotto la mano di un invasore straniero il giorno in cui tutti i corvi moriranno o si disperderanno in maniera permanente. La loro presenza nei pressi della Torre è talmente radicata che, quando l'astronomo di corte John Flamsteed chiese la loro rimozione, il re Carlo II d'Inghilterra fece spostare l'osservatorio reale a Greenwich piuttosto che spostare i corvi, oppure, dopo la morte di tutti i corvi (eccetto uno, chiamato Grip) in seguito ai bombardamenti tedeschi di Londra durante la seconda guerra mondiale, la torre venne riaperta al pubblico solo dopo che i deceduti vennero rimpiazzati con dei nuovi corvi.

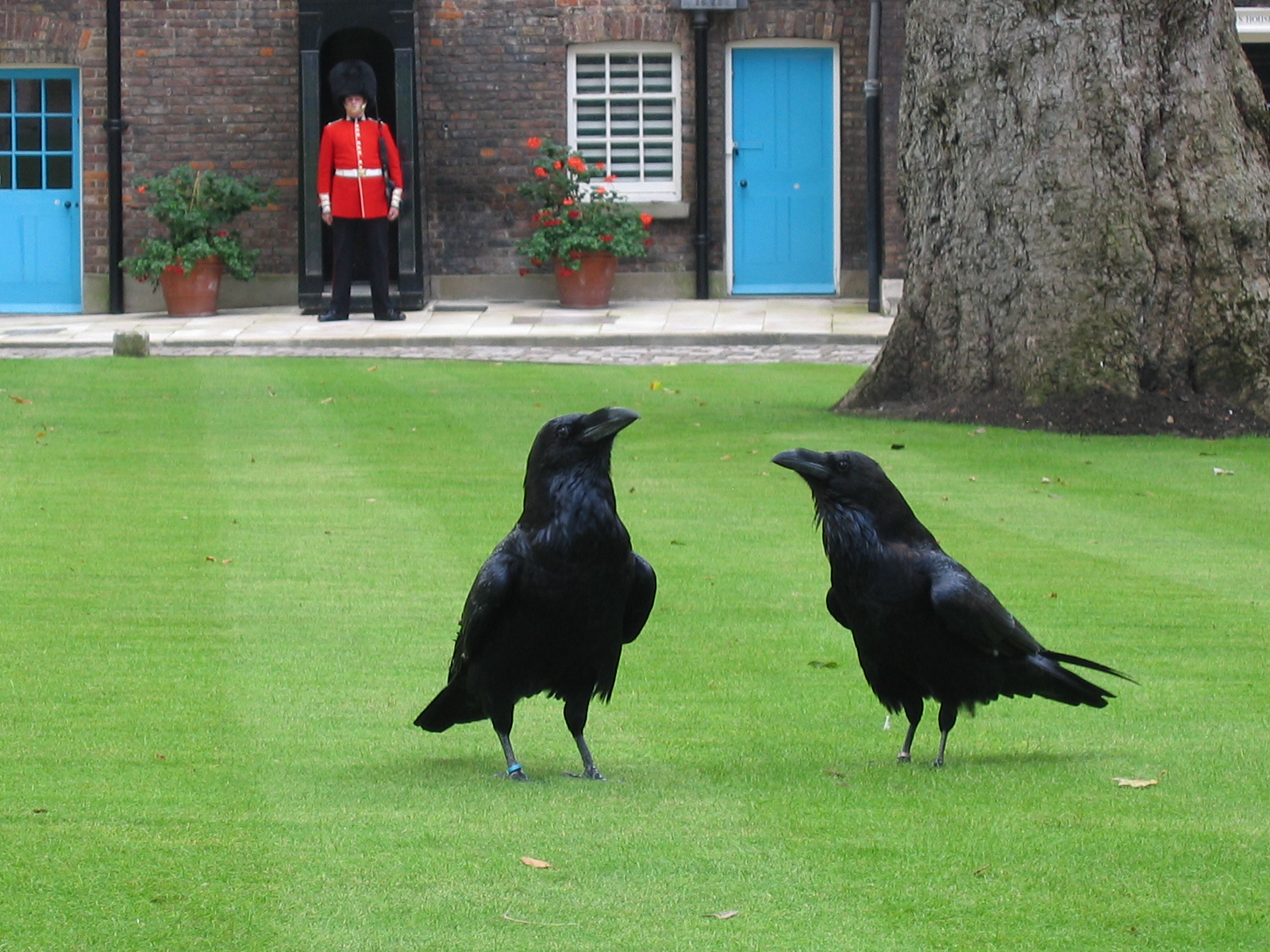
Due corvi passeggiano per i prati londinesi, sotto l'occhio vigile di una guardia

Sebbene sia opinione comune che la presenza dei corvi alla Torre abbia origini antichissime, in realtà si tratta molto probabilmente di un'invenzione assai recente: il primo riferimento a questi corvi, infatti, è un'immagine del 1885 sul periodico The Pictorial World.
A partire da questa illustrazione, durante il XIX e XX secolo si moltiplicheranno le immagini raffiguranti questi animali nei pressi del cosiddetto "pontile", ossia il luogo dove venivano eseguite le condanne a morte per decapitazione. Proprio questo particolare lascia supporre che i corvi, in virtù del fatto che si trovino con frequenza associati ai patiboli per fare incetta dei cadaveri, siano stati portati alla Torre dai beefeaters allo scopo preciso di rendere più drammatiche le storie di torture ed esecuzioni. Probabilmente i corvi originali vennero donati alla torre dal Conte di Dunraven, anche se è altrettanto possibile che essi, un tempo abbondanti nella capitale inglese (in particolare attorno ai mattatoi e ai mercati) possano essersi spostati naturalmente verso la Torre. I corvi non fuggono né si allontanano dalla Torre di Londra poiché periodicamente le remiganti primarie di un'ala vengono loro spuntate, in modo tale da renderli inadatti al volo su medie e lunghe distanze.

### Il corvo imperiale nella cultura

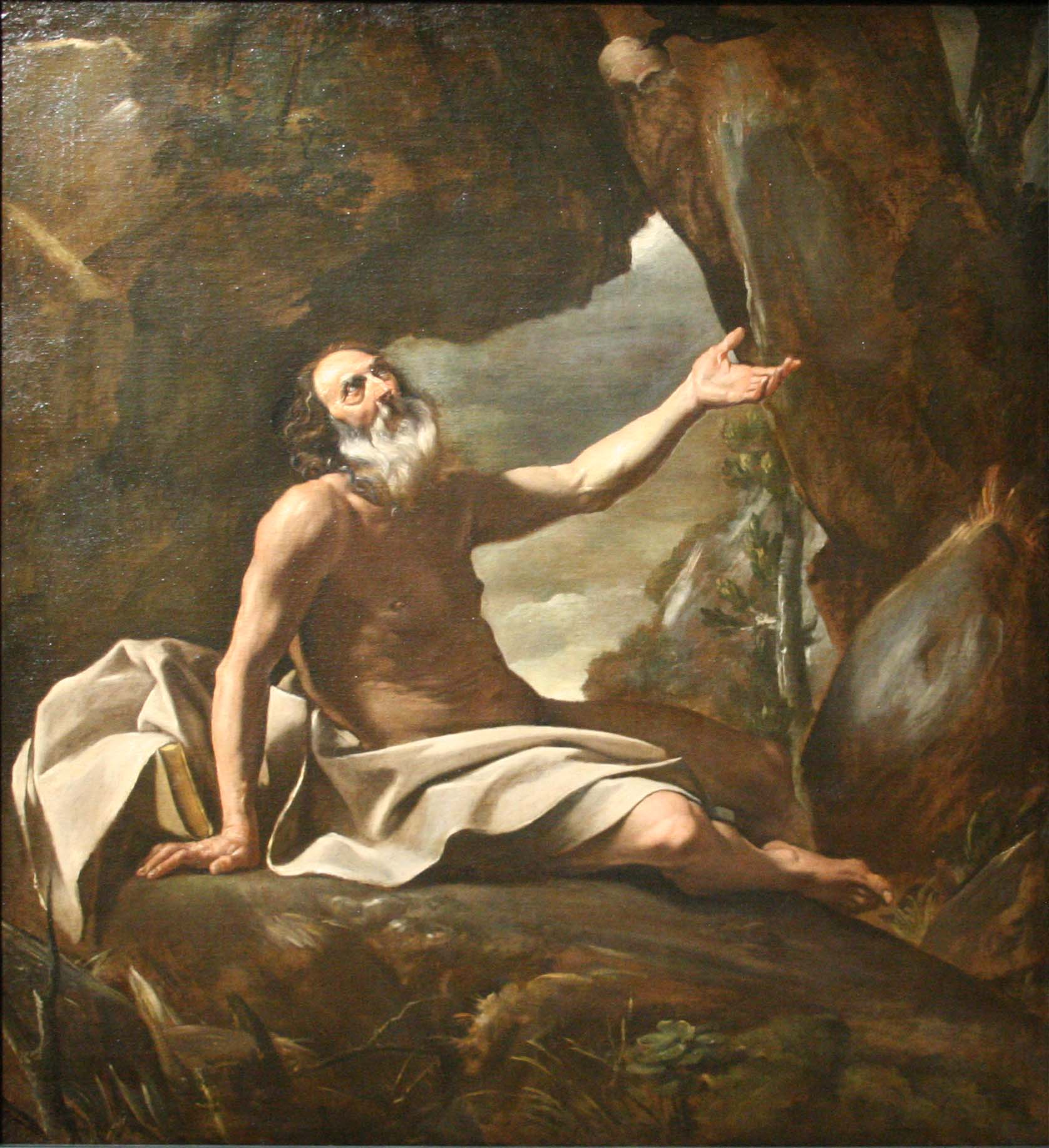
Il profeta Elia nutrito dai corvi in un dipinto di Giovanni Lanfranco

Nella Bibbia il corvo compare varie volte, soprattutto nel Vecchio Testamento: nella Genesi il primo animale che Noè fa uscire dall'arca è proprio un corvo, mentre nel libro dei giudici Gedeone sconfigge uno dei re Madianiti il cui nome è Oreb (עורב, "corvo"). Nei libri dei Re si legge che il profeta Elia viene nutrito da dei corvi, i quali, istruiti da Dio, gli portano il cibo: nell'esegesi cristiana (ad esempio nella Institutio Primorum Monachorum di Philippe Ribot) questo ha permesso ai commentatori di paragonare il profeta al corvo in quanto, nero poiché umilmente riconosce i propri peccati, nega il cibo della Contemplazione ai pulcini (gli aspiranti profeti/monaci) dal piumaggio ancora bianchiccio finché non abbiano fatto altrettanto.
Nel Corano, il corvo è l'animale che suggerisce a Caino il modo di seppellire il corpo di suo fratello Abele.
Tito Livio racconta che il generale romano Marco Valerio Corvo portava un corvo imbalsamato sul proprio elmo: proprio quest'ultimo salvò la vita al generale durante un combattimento con un Gallo di enorme stazza, staccandosi e volandogli sul volto, distraendolo il tempo necessario per permettere a Corvo di sopraffarlo.

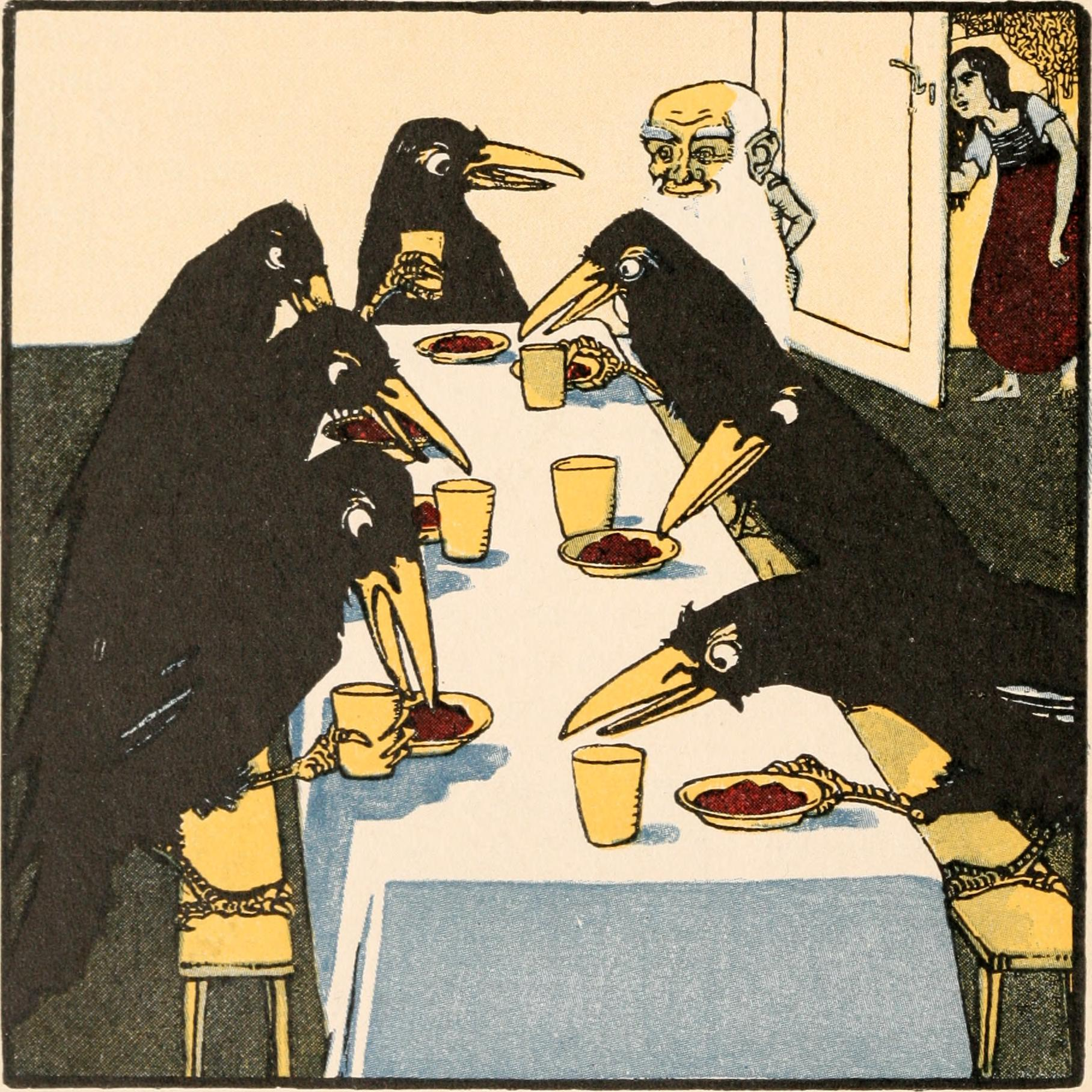
I sette corvi in un'illustrazione degli anni dieci

I corvi sono anche gli uccelli maggiormente citati nei lavori di William Shakespeare (basti pensare all'Otello e al Macbeth), mentre nel Barnaby Rudge di Charles Dickens uno dei protagonisti è il corvo Grip: ma è sicuramente nel libro Il corvo e altre poesie di Edgar Allan Poe che il corvo assume il ruolo di protagonista, in quanto intermediario fra l'umano e il soprannaturale.

Nel libro La regina delle fate di Edmund Spenser il corvo assume invece il ruolo di uccello del malaugurio.
Ne La fattoria degli animali di George Orwell il corvo domestico, di nome Mosè, racconta agli animali della fattoria prima della loro rivolta dell'esistenza di un mondo chiamato Monte Zuccherocandito, pieno di prelibatezze, nel quale gli animali non lavorano, destinato ai più meritevoli tra loro dopo la morte. Egli stesso viene nutrito dai padroni della fattoria in maniera migliore delle altre bestie. Il discorso del Vecchio Maggiore che scatena la rivolta degli animali ha luogo dopo che Mosè si è addormentato. In seguito è l'unico animale che fugge assieme al padrone umano, il signor Jones. Attraverso questa rappresentazione allegorica, Orwell ha voluto esprimere la sua critica alle religioni, che attraverso il clero mantengono in una posizione di soggezione le classi popolari, raccontando loro fiabe e instillando in esse il rispetto dell'autorità, prospettando una promessa di beata vita ultraterrena. Evidente è anche la somiglianza tra il corvo e l'immagine caricaturale che si ha di un religioso, quantomeno in ambito cristiano.
Nel fumetto Il Corvo, così come nell'omonima serie di film, questo animale fa ancora una volta da tramite fra il mondo dei vivi e quello dei morti, accompagnando il giovane Eric nel suo cammino verso la vendetta.

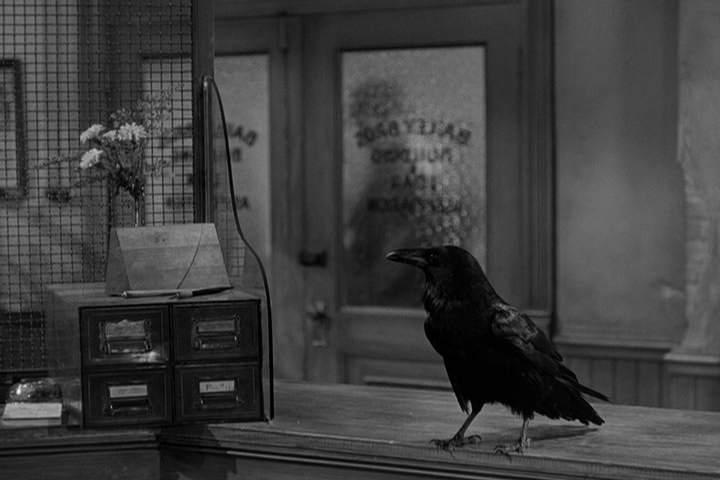
Jimmy the raven in La vita è meravigliosa

I sette corvi è una delle fiabe dei fratelli Grimm. In Germania nel 1937, i fratelli Ferdinand e Hermann Diehl girarono un film di animazione tratto dalla fiaba dal titolo Die sieben Raben.
Il corvo è anche il simbolo della squadra di football americano dei Baltimore Ravens, che da esso prende anche il nome (raven in italiano vuol dire "corvo imperiale"), mentre un corvo a tre zampe è effigiato sul simbolo della Federazione calcistica del Giappone. Il wrestler Scott Levy, infine, si è esibito per anni con lo pseudonimo di "Raven".
Il corvo imperiale dà anche il nome a una costellazione meridionale, così denominata da Tolomeo sia in onore del sopracitato mito di Ischi, che in riferimento a un corvo che aveva il compito di dissetare Apollo ma, svolgendo la propria mansione con un certo ritardo, venne scagliato in cielo nei pressi della costellazione della Coppa, per ricordargli in eterno il compito che avrebbe dovuto svolgere.
Jimmy the raven è un esemplare ammaestrato di corvo imperiale apparso in un migliaio di film fra gli anni trenta e gli anni cinquanta. Tra i suoi ruoli più noti quelli in La vita è meravigliosa di Frank Capra e Il mago di Oz di Victor Fleming.

### Il corvo in araldica

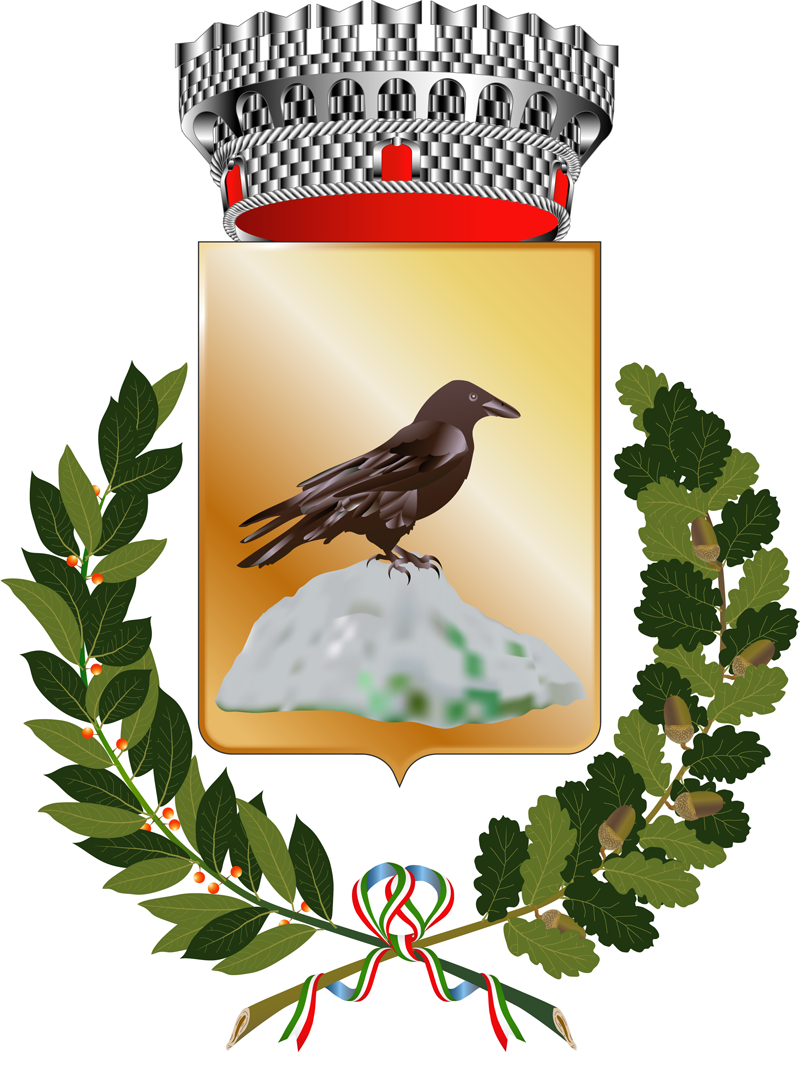
Stemma della città di Corvara, in provincia di Pescara

Il corvo è piuttosto raro in araldica: tuttavia lo si trova in alcuni stemmi di città e in alcuni blasoni nobiliari, dove simboleggia l'oratoria e l'ingegno, oltre che l'augurio.
In Bhutan, il corvo è considerato l'uccello nazionale ed è raffigurato sul cappello reale col nome di Gonpo Jarodonchen ("Mahakala dalla testa di corvo"), una delle divinità guardiane più importanti della cultura bhutanese.
Oltre che del Bhutan, il corvo è inoltre l'uccello simbolo del territorio dello Yukon e della città di Yellowknife, ambedue in Canada, nonché il sostegno destro dell'emblema dell'Isola di Man.

### Il corvo imperiale come animale domestico

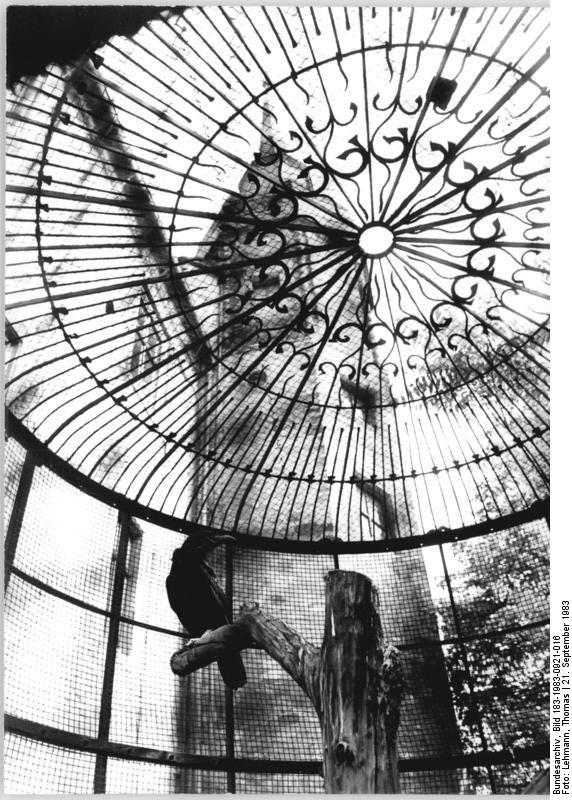
Un corvo imperiale in voliera a Merseburg

Quando gli scambi commerciali non erano così immediati e gli animali esotici erano assai rari sul mercato e perciò assai costosi, il corvo imperiale rappresentava per l'uomo ciò che può essere oggi un pappagallo di grosse dimensioni o un merlo indiano: un uccello assai intelligente, anche se ombroso e poco incline alle sdolcinatezze, tuttavia apprezzatissimo per la sua capacità di imitare la voce umana e beniamino anche di più generazioni, grazie alla sua mirabile longevità.
Attualmente, in Italia l'abitudine di tenere questi uccelli come animali da compagnia, già di per sé piuttosto rara a causa dell'inaccessibilità delle zone di nidificazione e quindi della difficoltà di reperimento dei nidiacei, è regolamentata dalla legge n. 157/1992, che dichiara gli animali selvatici patrimonio indisponibile dello Stato e ne vieta pertanto la cattura e la detenzione a privati in assenza di certificati di nascita in cattività e inanellamento.
Se preso da piccolo, il corvo imperiale diventa un animale estremamente docile (anche se non molto affettuoso), che può essere educato e addirittura addestrato alla stregua di un cane. Lo si può nutrire con cibo per cani e vari tagli di carne per stimolarne l'attività mentale: di tanto in tanto possono essere somministrati anche pezzi di frutta e verdura e uova.
Gli esemplari tenuti sin dalla giovane età possono tranquillamente essere tenuti liberi in quanto non si allontanano, sebbene qualora presi troppo piccoli (prima dell'involo, che avviene attorno al secondo mese di vita) non conoscono ancora i metodi di picchiata e discesa, pertanto tendono a girovagare senza posa attorno al luogo dove vorrebbero atterrare, finendo per allontanarsene sempre più e perdersi. Per evitare ciò, si può pensare di spuntare leggermente le remiganti primarie delle ali, in modo da rendere più faticoso il volo per l'animale e quindi impedirgli di allontanarsi troppo: col tempo, tuttavia, tale espediente si rivela superfluo in quanto il corvo è un animale stanziale. Per un primo periodo di acclimatamento al nuovo ambiente, oppure per non far correre all'animale ancora inesperto il pericolo di trascorrere la notte all'aperto in balia dei predatori, è possibile alloggiare il corvo (o i corvi) in una voliera, abbastanza grande da permettere all'animale di spiegare completamente le ali e compiere un breve volo.
Le gabbie utilizzate per i grossi pappagalli, coi quali questo animale viene costantemente associato a causa della sua intelligenza vivace, si rivelano però del tutto inappropriate per il corvo, che richiede uno sviluppo orizzontale della gabbia piuttosto che verticale, in quanto non si arrampica lungo le sbarre, ma saltella come i passeri. In caso di soggiorno in voliera, è opportuno ricoprire il fondo della stessa con materiale sabbioso o ciottoloso come la comune lettiera per gatti, la quale, oltre a rappresentare uno svago per l'animale e una fonte di ciottoli da tenere nel ventriglio per meglio triturare il cibo, ha anche la funzione di assorbire e rendere facilmente removibili le deiezioni del corvo imperiale, che hanno un odore piuttosto sgradevole in virtù della dieta di questo animale. Qualora tenuto per lunghi periodi in una gabbia inadeguata per le sue esigenze di movimento e in assenza di stimoli, il corvo imperiale cade ben presto in depressione. I primi sintomi di questo male sono la perdita della lucentezza del piumaggio e l'apatia: in seguito, l'animale comincia a strapparsi le piume della groppa e a rifiutare il cibo, fino a morire d'inedia.
Un tempo, i corvi venivano cacciati o allevati per prenderne le rachidi delle penne, dalle quali si ricavavano ottimi plettri per i salterelli del clavicembalo; essi hanno inoltre trovato impiego, sebbene assai raramente, nella falconeria.

### Libri
- (EN) William Boarman, Corvus corax: Common Raven, The Birds of North America Inc, 1999, B0006RBX9E.
- Pierandrea Brichetti, Paolo De Franceschi; Nicola Baccetti, Uccelli, Bologna, Calderini, 2001, ISBN non esistente.
- (EN) Robbins Chandler, Bertel Bruun; Herbert S. Zim; Arthur Singer, A guide to birds of North America, Golden & Press, 1966,  pp. 212-213, ISBN 978-1-58238-090-2.
- Carlo Cova, Atlante degli uccelli italiani, Milano, Hoepli, 1969, ISBN non esistente.
- Primo di Nicola, Enrico Pedemonte, Guida agli animali d'Italia, Roma, L'Espresso, 1986, ISBN non esistente.
- Alessandro Ghigi, Pasquale Pasquini; Raffaele Federi, La vita degli animali, UTET, 1974, ISBN 88-02-03184-3.
- (EN) Derek Goodwin, Crows of the world, 2ª ed., Seattle, University of Washington Press, 1986,  pp. 124-130, ISBN 978-0-565-00979-3.
- (DE) Bernd Heinrich, Die Weisheit der Raben, List, 2002, ISBN 3-471-79437-9.
- (EN) Bernd Heinrich, Mind of the Raven: Investigations and Adventures with Wolf-Birds, New York, Cliff Street Books, 1999, ISBN 978-0-06-093063-9.
- (EN) Bernd Heinrich, Ravens in Winter, New York, Summit Books, 1989, ISBN 0-671-67809-4.
- Benedetto Lanza, Enciclopedia del regno animale, Milano, Mondadori, 1982, ISBN non esistente.
- Ben Gadd: "In volo nel paese degli alberi", ORIGINALE = Toronto (Canada), Mc Clelland & Stewart, 2001; ITALIANO = Milano, Sperling & Kupfer Editori, 2001
- (LA) Linneo, Systema naturae per regna tria naturae, secundum classes, ordines, genera, species, cum characteribus, differentiis, synonymis, locis. Tomus I, 10ª ed., Holmiae, 1758, ISBN non esistente.
- (EN) Steve Madge, Crows and jays : a guide to the crows, jays and magpies of the world, Londra, Christopher Helm, 1999  [1994], ISBN 0-7136-3999-7.
- (EN) John Marzluff, Tony Angell; Paul Ehrlich, In the company of crows and ravens, New Haven, Yale University Press, 2005, ISBN 978-0-300-12255-8.
- (EN) Zahid Baig Mirza, A field guide to Birds of Pakistan, Lahore, Bookland, 2007, ISBN 969-8283-46-3.
- (DA) Finn Salomonsen, Gronlands Fugle, Copenaghen, Munksgaard, 1950-1951, ISBN non esistente.
- (EN) Candace Savage, Bird Brains: The Intelligence of Crows, Ravens, Magpies and Jays, Douglas & McIntyre, 1995, ISBN 978-0-87156-956-1.
- Hans-Wilhelm Smolik, Enciclopedia illustrata degli animali, Milano, Feltrinelli, 1972, ISBN 978-88-07-69010-5.
- (EN) John Terres, The Audobon Society encyclopedia of North American birds, Wings, 1995, ISBN 978-0-517-03288-6.
- (EN) S. Vere Benson, The Observer's Book of Birds, Londra, Frederick Warne & Co. Ltd, 1972, ISBN 0-7232-1513-8.

### Pubblicazioni
- (EN) Jason Baker; Kevin Omland, Canary Island Ravens Corvus corax tingitanus have distinct mtDNA, in Ibis, vol. 148, n. 1, gennaio 2006, DOI:10.1111/j.1474-919X.2006.00493.x.
- (EN) William Boarman, Bernd Heinrich, Common Raven (Corvus corax), in Birds of North America, vol. 476, 1999, DOI:10.2173/bna.476.
- (EN) Vincent Careau, Nicolas Lecomte; Jean-François Giroux; Dominique Berteaux, Common ravens raid arctic fox food caches, in Journal of Ethology, vol. 25, n. 1, gennaio 2007, DOI:10.1007/s10164-006-0193-7.
- (DE) Ferdinand Baron von Droste, Vogelfauna der Färöer (Färöernes Fuglefauna af Sysselmaand Müller 1862.) Aus dem Dänischen übersetzt und mit Anmerkungen versehen. Teil 1, in Journal of Ornithology, vol. 17, n. 2, marzo 1869, DOI:10.1007/BF02261546.
- (EN) K. R. Eates, The distribution and nidification of the Indian (Punjab) Raven (Corvus corax laurencei Hume) in Sind, in J. Bombay Natural Historical Society, vol. 40, n. 4, 1939.
- (EN) Kathleen Engel, Leonard Young, Spatial and temporal patterns in the diet of Common Ravens in southwestern Idaho (PDF), in Condor, vol. 91, n. 2, maggio 1989, DOI:10.2307/1368316. URL consultato il 18 dicembre 2009 (archiviato dall'url originale il 23 settembre 2009).  (PDF)
- (EN) Christopher Feldman; Kevin Omland, Phylogenetics of the common raven complex (Corvus: Corvidae) and the utility of ND4, COI and intron 7 of the β-fibrinogen gene in avian molecular systematics, in Zoologica Scripta, vol. 34, n. 2, marzo 2005, DOI:10.1111/j.1463-6409.2005.00182.x.
- (EN) A. J. Gaston, R. D. Elliot, Predation by Ravens Corvus corax on Uria lomvia eggs and chicks and its possible impact on breeding site selection, in Ibis, vol. 138, 1996.
- (DE) Eberhard Gwinner, Untersuchungen über das ausdrucks und Sozialverhalten des Kolkraben (Corvus corax L.), in Zeitschrift für Tierpsychologie, vol. 21, n. 6, 1964.
- (DE) Eberhard Gwinner, Beobachtungen über Nestbau und Brutpflege des Kolkraben (Corvus corax L.) in Gefangenschaft, in Journal of Ornithology, vol. 106, n. 2, aprile 1965, DOI:10.1007/BF01793758.
- (EN) Stewart Janes, The apparent use of rocks by a raven in nest defense (PDF), in Condor, vol. 78, n. 3, 1976. URL consultato il 22 gennaio 2010 (archiviato dall'url originale il 7 giugno 2011).  (PDF)
- (EN) William Kristan, William Boarman; John Crayon, Diet composition of common ravens across the urban-wildland interface of the West Mojave Desert  (PDF) (abstract), in Wildlife Society Bulletin, vol. 32, n. 1, marzo 2004, DOI:10.2193/0091-7648(2004)32[244:DCOCRA]2.0.CO;2. URL consultato il 19 dicembre 2009 (archiviato dall'url originale il 25 febbraio 2009).  (PDF)
- (EN) A. L. Nelson, Some early summer food preferences of the American Raven in southeastern Oregon (PDF), in Condor, vol. 36, n. 1, gennaio 1934, DOI:10.2307/1363515. URL consultato il 18 dicembre 2009 (archiviato dall'url originale il 17 dicembre 2008).  (PDF)
- (EN) Manuel Nogales, Elizabeth C. Hernández, Diet of Common Ravens on El Hierro, Canary Islands (PDF), in Journal of Field Ornithology, vol. 68, n. 3, 1997. URL consultato il 12 dicembre 2009 (archiviato dall'url originale il 17 dicembre 2008).  (PDF)
- (EN) Kevin Omland; Cheryl Tarr; William Boarman; John Marzluff; Robert Fleischer, Cryptic genetic variation and paraphyly in ravens (PDF), in Proceedings of the Royal Society Biological Sciences, B, n. 267, 2000, DOI:10.1098/rspb.2000.1308. URL consultato l'8 dicembre 2009.  (PDF)
- (DE) Winfried Otto, Klaus Witt, Verbreitung und Bestand Berliner Brutvögel, in Berliner Ornithologischer Bericht, n. 12, 2002.
- (EN) Daniel Stahler, Bernd Heinrich; Douglas Smith, Common ravens, Corvus corax, preferentially associate with grey wolves, Canis lupus, as a foraging strategy in winter, in Animal Behaviour, vol. 64, n. 2, agosto 2002, DOI:10.1006/anbe.2002.3047.
- (EN) Stanley Temple, Winter food habits of Ravens on the Arctic Slope of Alaska  (PDF) (abstract), in Arctic, vol. 27, n. 1, marzo 1974. URL consultato il 18 dicembre 2009 (archiviato dall'url originale il 24 maggio 2011).  (PDF)